# Antwerpen
Antwerpen (veraltet deutsch Antorf oder Antorff, französisch Anvers [ɑ̃vɛʁs]) ist eine Hafenstadt in der belgischen Region Flandern und die Hauptstadt der Provinz Antwerpen. Als Verwaltungseinheit ist die Stadt mit über 500.000 Einwohnern die größte des Landes. Die Agglomeration Antwerpen ist mit 1,2 Millionen Einwohnern nach der Region Brüssel-Hauptstadt die zweitgrößte in Belgien.
Von großer internationaler Bedeutung ist Antwerpen durch seinen Seehafen, den zweitgrößten Europas, sowie als weltweit wichtigstes Zentrum für die Verarbeitung und den Handel von Diamanten.
Antwerpen war im 15. und 16. Jahrhundert eine der größten Städte der Welt, zeitweise die wichtigste Handelsmetropole Europas und als bedeutendes kulturelles Zentrum Wirkungsstätte von Künstlern wie Peter Paul Rubens. Die Stadt war 1920 Austragungsort der Olympischen Sommerspiele und 1993 Kulturhauptstadt Europas. Das Druckereimuseum Plantin-Moretus, das Maison Guiette (1926, Le Corbusier) und der Turm der Liebfrauenkathedrale gehören zum UNESCO-Welterbe.

## Geographie

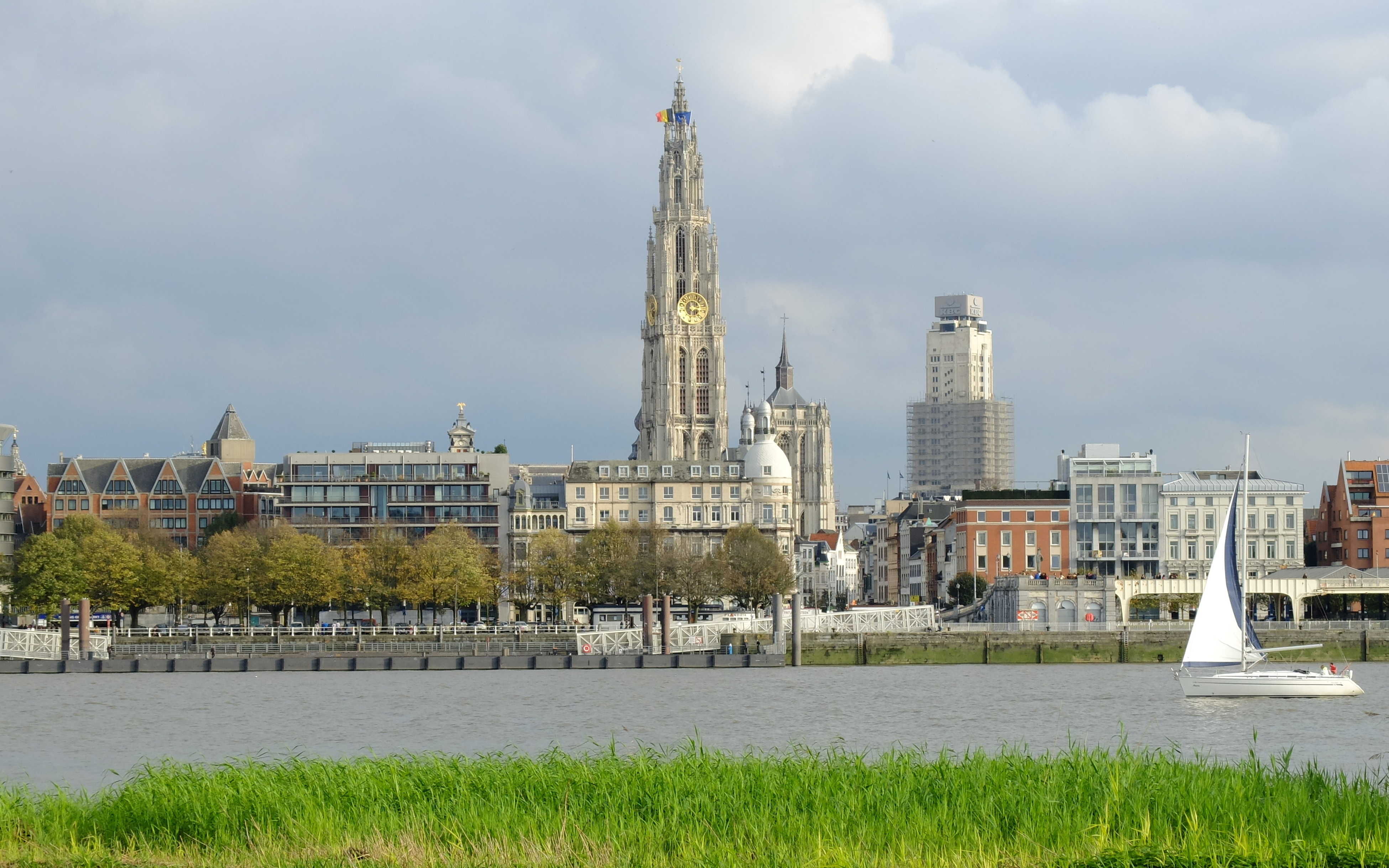
Ansicht auf Antwerpen vom linken Ufer der Schelde (2014)

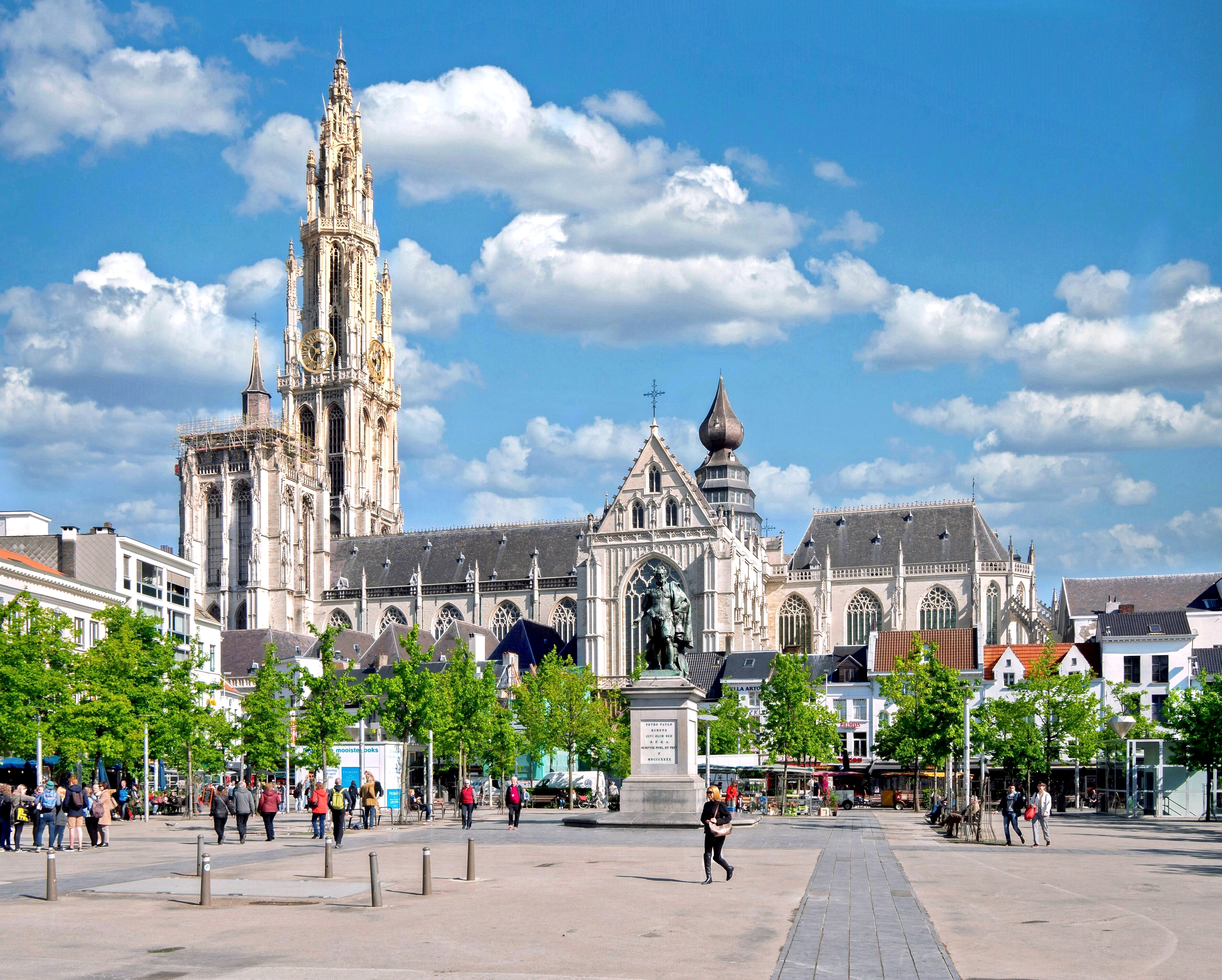
Der Groenplaats mit dem Standbild Peter Paul Rubens’. Im Hintergrund die Liebfrauenkathedrale (2018)

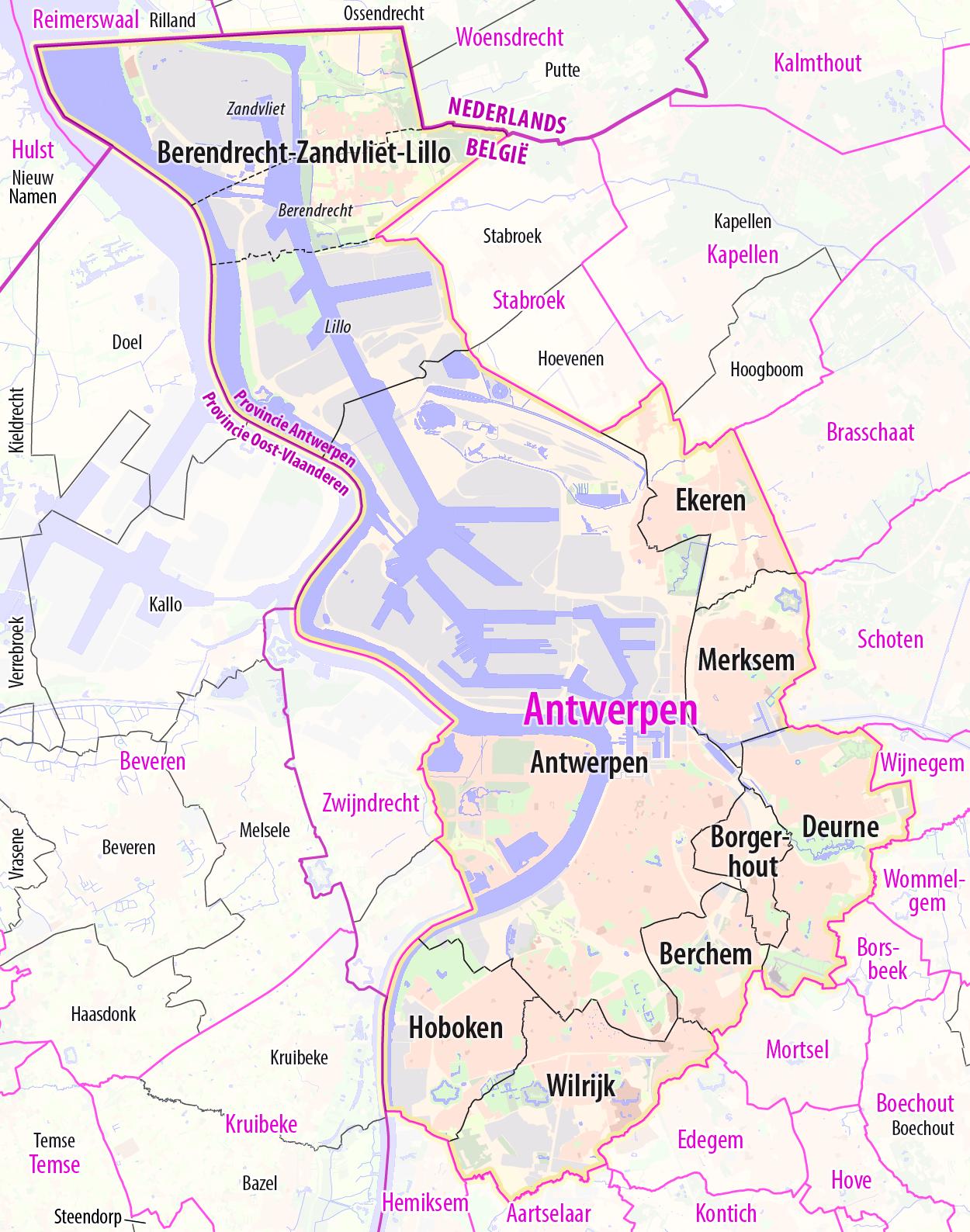
Distrikte

### Lage
Antwerpen liegt an der Schelde, 88 km vor ihrer Mündung in die Nordsee. Der Fluss weitet sich im Stadtgebiet zu einer breiten, von Seeschiffen befahrbaren Trichtermündung auf, die über den Meeresarm Westerschelde zur Nordsee führt. Um die Schifffahrt nicht zu behindern, gibt es in Antwerpen keine Brücken über die Schelde, sondern zahlreiche Tunnel. Die letzte Brücke befindet sich etwa 20 km stromaufwärts in Temse.
Das Stadtgebiet reicht im Norden bis an die Grenze zu den Niederlanden, dort befindet sich auch der Grenzpunkt zwischen der belgischen Provinz Antwerpen und den niederländischen Provinzen Zeeland und Noord-Brabant.
Die Hauptstadt Brüssel liegt etwa 40 km südlich, die niederländische Hafenstadt Rotterdam 75 km nördlich von Antwerpen. Die Stadt liegt damit auf einer wichtigen europäischen Verkehrsachse, die von Amsterdam über Antwerpen und Brüssel nach Paris führt. Die Großstadtregionen Antwerpen und Brüssel gehen baulich direkt ineinander über, zumal die auf halbem Wege gelegene Domstadt Mechelen mit über 80.000 Einwohnern ein Bindeglied bildet. Die beiden Großstädte sind durch zwei Autobahnen und eine der meistbefahrenen Eisenbahnstrecken Europas miteinander verbunden.
Das etwa 180 km östlich gelegene Ruhrgebiet mit dem Duisburger Hafen ist von großer Bedeutung für den Antwerpener Hafen und deshalb über eine eigene Güterfernbahn („Eiserner Rhein“) mit diesem verbunden, da der eigentliche Fluss Rhein vom Ruhrgebiet zum an seiner Mündung gelegenen konkurrierenden Seehafen Rotterdam führt. Diese Bahnverbindung wurde von 1992 bis 2007 nicht befahren, seit 2007 wieder auf einem Teilstück.

### Ballungsraum
Zusammen mit dem etwa 40 km südlich gelegenen Brüssel und der drittgrößten belgischen Stadtregion um Gent (50 km südwestlich) und weiteren Städten wie Löwen, Mechelen, Mortsel, Lier, Lokeren, Sint-Niklaas, Dendermonde und Aalst bildet die Region Antwerpen die Metropolregion Vlaamse Ruit („Flämische Raute“, auch „Flämischer Diamant“), die mit rund fünf Millionen Einwohnern zu den großen Agglomerationen Europas gehört.

### Stadtgliederung
Die Gemeinde Antwerpen besteht aus zehn Stadtbezirken (Districten). Ursprünglich waren die Stadtbezirke eigenständige Gemeinden. Sie wurden in drei Schritten, 1958, 1983 und 2025 nach Antwerpen eingemeindet. Im Jahr 2001 wurde die Stadtverwaltung dezentralisiert und die Bezirke erhielten eigene Verwaltungsfunktionen und Bezirksräte.
- Stadtbezirk Antwerpen (im Wesentlichen die Stadt vor dem Jahr 1958)
- Berchem (1. Januar 1942 bis 1945; erneut 1. Januar 1983)
- Berendrecht-Zandvliet-Lillo (15. April 1958)
- Borgerhout (1. Januar 1983)
- Deurne (1. Januar 1983)
- Ekeren (1. Januar 1983)
- Hoboken (1. Januar 1983)
- Merksem (1. Januar 1983)
- Wilrijk (1. Januar 1983)
- Borsbeek (1. Januar 2025)

## Herkunft des Stadtnamens

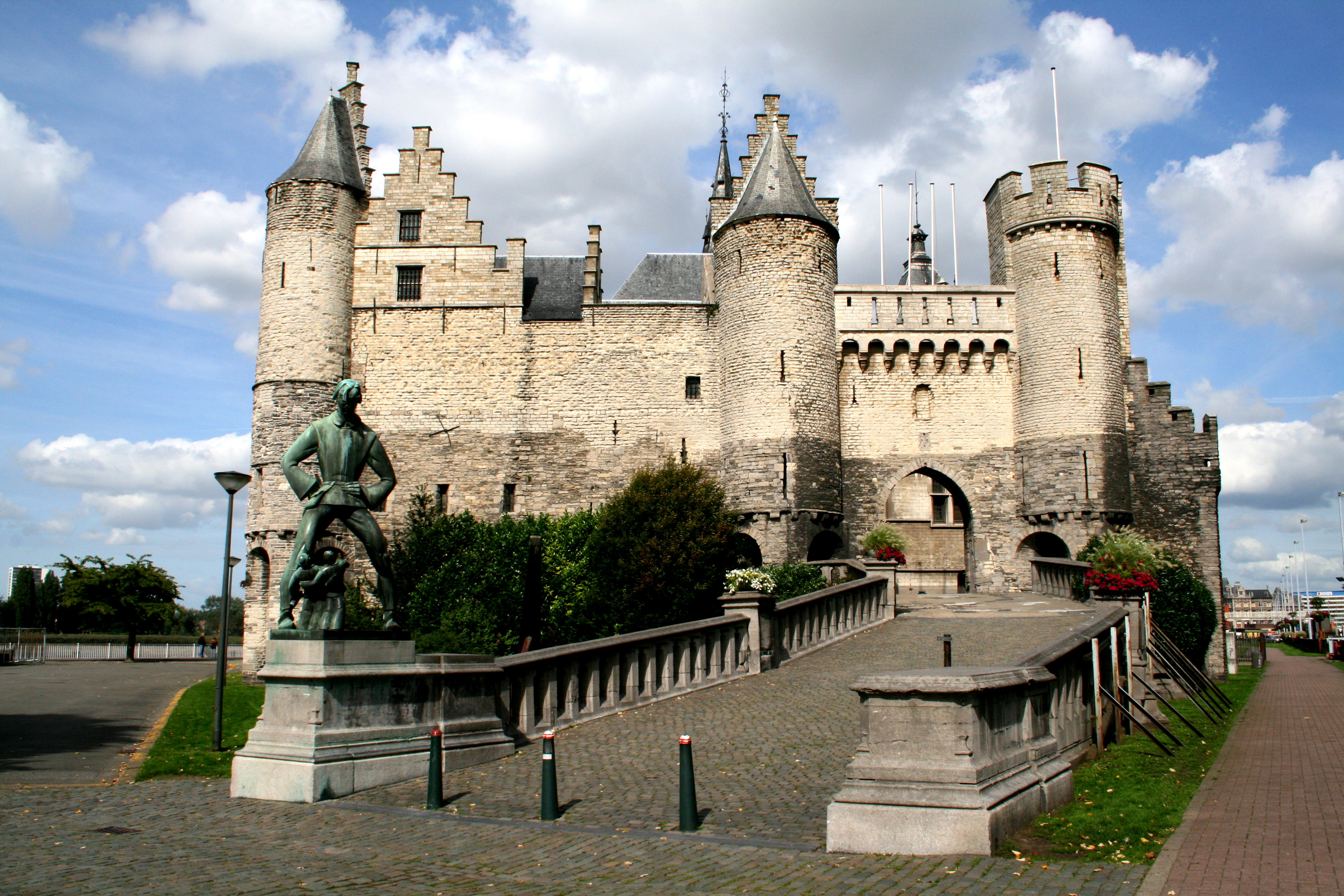
Die Stadtburg Het Steen am Ufer der Schelde gilt als das älteste erhaltene Gebäude Antwerpens und ist mythischer Schauplatz von Wagners Oper Lohengrin.

Der Name Andauerpa verweist auf die aufgeworfenen Ufer an der Bucht (Scheldebucht). Der Name stammt wahrscheinlich von „an de warp“ (an der Warft). Die ersten Siedler haben auf Warften gelebt, später hat man mangels Platzes auf höhergelegenen Flächen „an der Warft“ gesiedelt.
Dass der Name Antwerpen sinngemäß „Hand werfen“ bedeutet und auf die Brabo-Legende zurückgehe, ist eine im 15. Jahrhundert erfundene Geschichte. Die zwei Hände im Stadtwappen erinnern an die Legende vom Riesen Druon Antigoon, der einst die Gegend terrorisiert haben soll, bis er von Salvius Brabo besiegt wurde. Dieser soll ihm die Hände abgehackt und in die Schelde geworfen haben. Eine lokale Spezialität, kleine Keks- oder Schokoladenhände namens Antwerpse Handjes, erinnert ebenfalls an diese Legende.
Das durch den heiligen Amandus (Amand von Maastricht) benannte Caloes sei ein früherer Name von Antwerpen gewesen. Später wurde der südlich von Caloes gelegene Stadtteil, in dem sich die durch Norbert von Xanten im Jahre 1124 gestiftete Sankt-Michiels-Abtei befand, unter dem Namen Kiel bekannt. Der alte Name Antorf wurde beispielsweise noch von Albrecht Dürer verwendet, der sich 1521 in Antwerpen aufhielt.

## Geschichte

### Frühgeschichte und Mittelalter

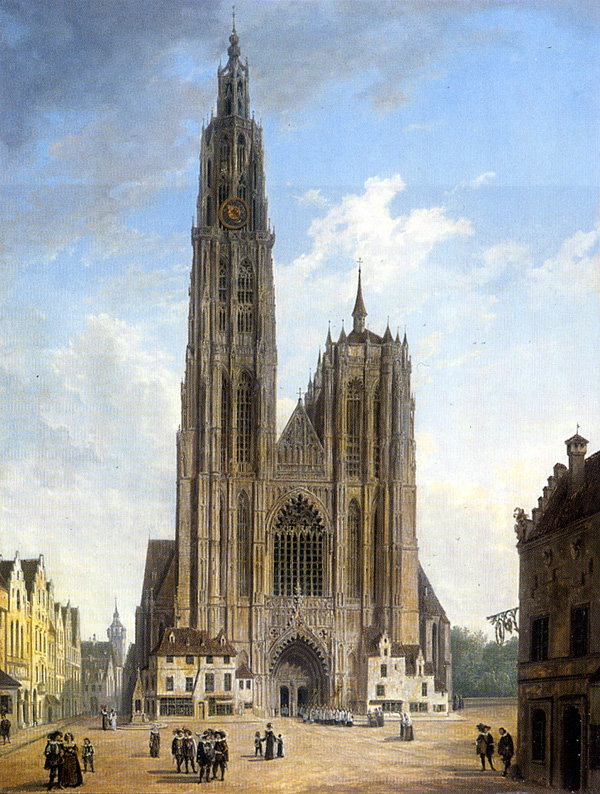
Die Kathedrale zu Antwerpen. Gemälde von Domenico Quaglio, 1820.

Auf dem Boden der Stadt Antwerpen lässt sich bereits ein gallo-römischer vicus nachweisen. Das belegen Funde von Ton- und Glasscherben aus dem 2. und 3. Jahrhundert n. Chr., die 1952–1961 bei Grabungen nahe der Schelde ans Licht kamen.
Im 7. Jahrhundert begann die Christianisierung. Urkundlich erwähnt wurde die Stadt erstmals 726. Im Jahr 836 wurde die Stadt von den Normannen verwüstet. Nach der Teilung des Frankenreichs, die 843 begann, und weiteren, meist kriegerischen Teilungen des Mittelreichs kam Antwerpen zum Ostfrankenreich, dem frühmittelalterlichen Vorläufer des Heiligen Römischen Reichs. Die Ottonen gründeten die zum Herzogtum Niederlothringen gehörende Markgrafschaft Antwerpen. Anfang des 12. Jahrhunderts kam es zu den Grafen von Löwen (den späteren Herzögen von Brabant). Der Ort erhielt 1291 die Stadtrechte.
Eine erste Blütezeit erlebte die Stadt im 14. Jahrhundert. Sie war dank des Hafens und des Tuchhandels ein führender Handelsplatz und ein Finanzzentrum Europas. Antwerpen fiel 1430 an Burgund, 1477 an Habsburg.
Brabanter Straße
Antwerpen war der Endpunkt einer bedeutenden mittelalterlichen Fernhandelsstraße, der Brabanter Straße. Sie war eine Messestraße, die von Leipzig über Erfurt, Marburg, Siegen, Köln, Aachen und Lüttich nach Antwerpen verlief. Über sie wurde ein Großteil des damaligen Ost-West-Handels mit Pelzen, Eisenwaren und Tuchen abgewickelt.

### Neuzeit

Anleihe der Stadt Antwerpen über 100 Carolusgulden mit jährlicher Verzinsung von 8,33 %, ausgegeben am 15. November 1558. Die Emission der Anleihe über einen Gesamtbetrag von 400.000 Carolusgulden wurde vom Kaiser Karl V. zur Finanzierung des Baus und der Instandhaltung der Befestigungsanlagen von Antwerpen (Spaanse omwalling) am 20. August 1555 genehmigt. Der Bau des 5 km langen Walls, der die Stadt vor Angriffen aus dem Norden schützen sollte, wurde vom Kaiser Karl V. 1542 in Auftrag gegeben.

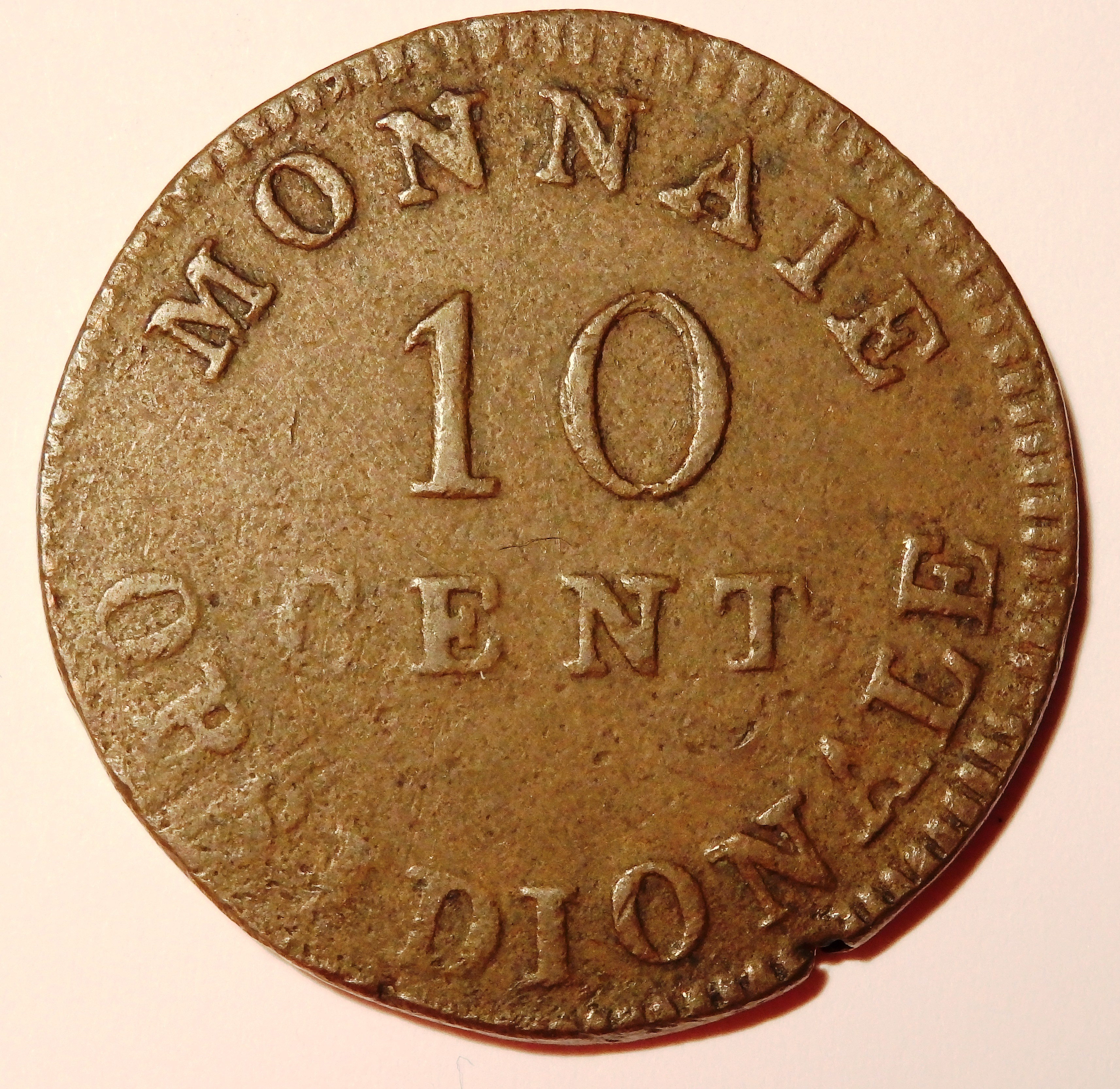
Belagerungsgeld (monnaie obsidionale), 10 Centimes (Cent) Rückseite der Bronzemünze.

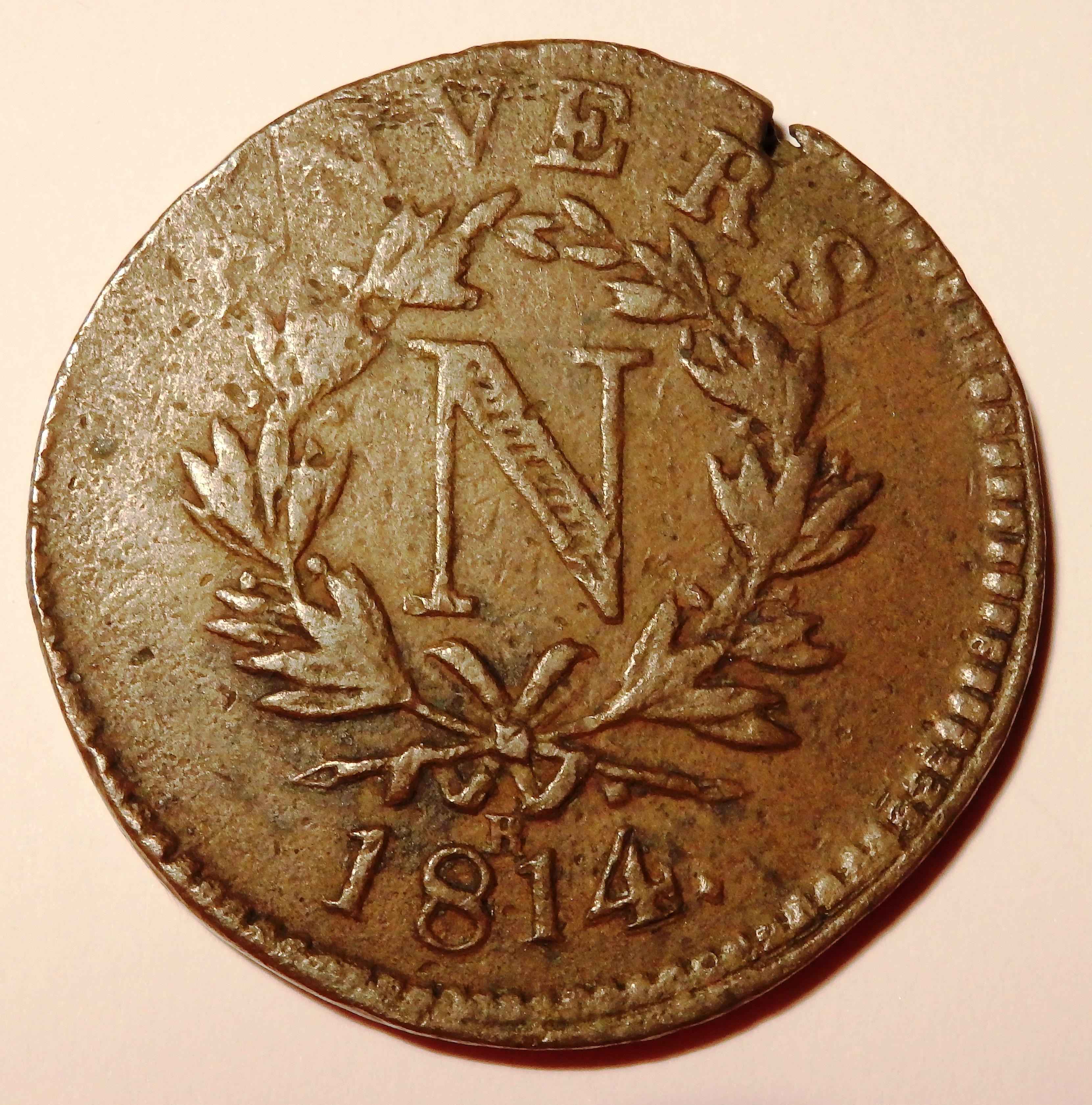
Vorderseite derselben Münze aus Antwerpen (Anvers) von 1814 mit N für Napoleon

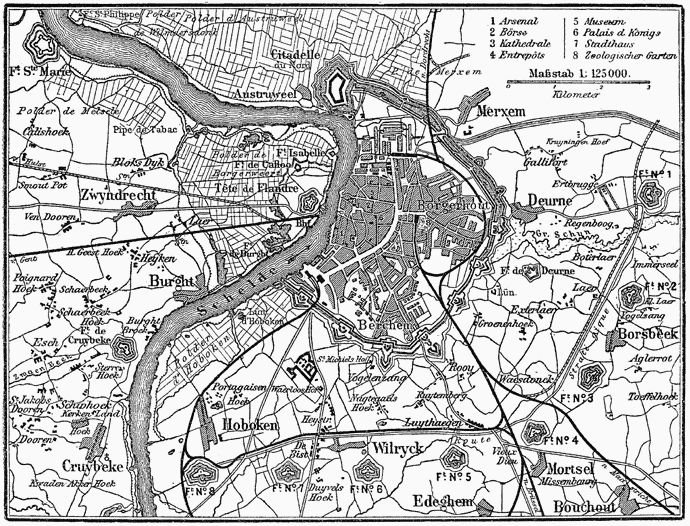
Historische Karte (um 1888)

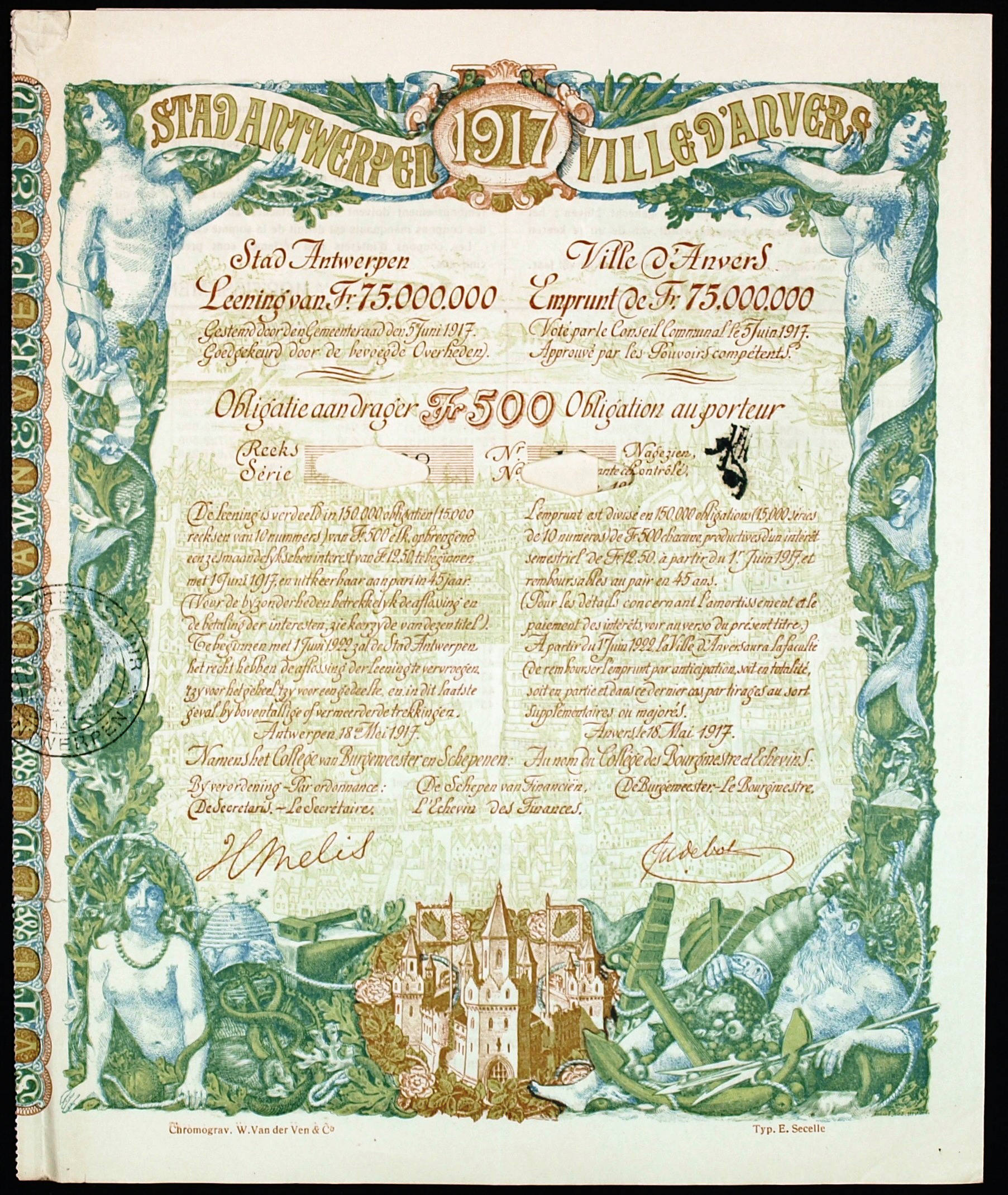
Obligation der Stadt Antwerpen vom 18. Mai 1917

Durch den Augustinerorden, der in Verbindung mit Martin Luther stand, fand die Reformation schon früh Anhänger in der Stadt und im nahegelegenen Landkreis Kiel. Aber bereits 1522 ließ die habsburgische Regentin Margarete von Österreich erste Evangelische verhaften, 1523 wurden die beiden Augustinermönche Johannes van Esschen und Hendrik Vos nach Verurteilung durch die Inquisition in Brüssel verbrannt. Das war der Beginn einer ersten Verfolgung von Protestanten in den südlichen Niederlanden. Er führte in der Folge zur Flucht von etwa 40.000 Personen nach Amsterdam und Emden. 1556 setzte sich nach heftigen Kämpfen die Reformation in Antwerpen – wie auch in den gesamten Spanischen Niederlanden – durch. Im 16. Jahrhundert war die Stadt reichste Handelsstadt Europas. Durch die darauffolgenden Konflikte zwischen den Habsburgern und den vom Reich losgelösten Niederlanden folgte der Niedergang.
Im November 1576 kam es zu Brand und Plünderung in der sog. Spanischen Furie. Am 18. Januar 1583 versuchte François-Hercule de Valois, duc d’Alençon, die Stadt einzunehmen, was der flämische Barockkünstler Gaspar Bouttats auf einem seiner Kupferstiche als „De Franse Furie te Antwerpen“ bezeichnete. 1585 eroberte der spanische Statthalter Alessandro Farnese Antwerpen. Alle protestantisch bleibenden Einwohner mussten die Stadt verlassen, die meisten flüchteten in die Nordprovinz.
Antwerpens nördliches Nachbargebiet, die Republik der Sieben Vereinigten Provinzen, erkämpfte im Achtzigjährigen Krieg (1568–1648) ihre Unabhängigkeit von der spanischen Krone. Ein weiterer Grund für den Niedergang war eine Bestimmung des Westfälischen Friedens von 1648, dass die Schelde nicht mehr als Schifffahrtsweg genutzt werden durfte, was für den Handel der Stadt schwerwiegende Beeinträchtigungen brachte.
Ab 1714 (Ende des Spanischen Erbfolgekrieges) gehörte Antwerpen bis 1795 zu den Österreichischen Niederlanden. Danach begann die Franzosenzeit; diese endete 1815 nach Napoleons Niederlage in der Schlacht bei Waterloo (Waterloo liegt 65 km südlich von Antwerpen). Anschließend wurden katholischen südlichen Provinzen mit den mehrheitlich protestantischen Nordprovinzen zum Vereinigten Königreich der Niederlande zusammengefasst. 
Am 25. August 1830 begann die Belgische Revolution, in der sich die Bevölkerung der südlichen Provinzen gegen die Vorherrschaft der nördlichen auflehnte. Während der Wirren in Folge dieser Revolution wurde Antwerpen am 27. Oktober 1830 von niederländischen Truppen unter David Hendrik Chassé beschossen und später, während des „Zehn-Tage-Feldzugs“, am 4. August 1831 erobert. 1832 eroberten schließlich französische Truppen nach kurzer Belagerung die Zitadelle von Antwerpen und übergaben sie den Belgiern. In Reaktion darauf sperrten die Niederländer die Schelde für den Schiffsverkehr. Diese Sperre musste auf internationalen Druck aufgegeben werden, jedoch erhoben die Niederländer, in deren Besitz die Scheldemündung verblieben war, ab 1839 einen hohen Schiffszoll.
Mit dem Inkrafttreten des Scheldezoll-Ablösungsvertrags am 16. Juli 1863 wurde die Fessel gelöst, die die Entwicklung der Schifffahrt jahrhundertelang gehemmt hatte. Antwerpen erlebte einen erneuten Aufschwung als belgischer Hafen. Die Stadt wurde militärisch zur Festung Antwerpen mit zwei Gürteln von Forts ausgebaut. Davon existieren heute noch einige Bauwerke. In den 1880er Jahren wurde die Stadt zu einem der wichtigsten Standorte bei der systematischen Ausbeutung des Kongos. Über den Hafen wurde wichtige Fracht in den Kongo, sowie wieder nach Antwerpen zurückgebracht. Die Schiffe in den Kongo waren größtenteils mit Waffen beladen und beförderten aus dem Kongo Kautschuk und Elfenbein.
Das 1874 erbaute Stadttheater Vlaamse Schouwburg wurde 1958 abgebrochen. 1903 fanden in Antwerpen die ersten Turn-Weltmeisterschaften statt.
Im Ersten Weltkrieg zog sich das belgische Heer zur Festung Antwerpen zurück, nachdem deutsche Truppen Lüttich vom 4. bis zum 16. August 1914 erobert hatten; die Stadt Antwerpen selbst wurde von den belagernden deutschen Truppen am 8. Oktober 1914 bombardiert und am 10. Oktober eingenommen (→ Belagerung von Antwerpen (1914)), nachdem die britische und belgische Besatzung von Antwerpen geflohen war. Es folgte die Proklamation einer Militärverwaltung durch den deutschen General Hans von Beseler. Titus Türk, Kapitän zur See, wurde der erste deutsche Hafenkommandant Antwerpens. Erst Ende 1918 wurde Antwerpen durch die militärische Niederlage Deutschlands wieder frei.
1920 war Antwerpen Austragungsort der Olympischen Sommerspiele. 1930 fand mit der Exposition internationale coloniale, maritime et d’art flamand eine weitere Weltausstellung statt; weitere waren bereits 1885 und 1894 veranstaltet worden.

### Zerstörungen im Zweiten Weltkrieg
Während des Zweiten Weltkriegs war Belgien wie im Ersten Weltkrieg Durchzugsgebiet zwischen dem Deutschen Reich und Frankreich. Am 18. Mai 1940 – dem neunten Tag des Westfeldzuges – besetzten Truppen der Wehrmacht Antwerpen. Im September 1944 wurde Antwerpen von vorrückenden britischen Truppen befreit. Die Stadt mit ihren intakt gebliebenen Hafenanlagen wurde die Haupt-Nachschubbasis für die alliierten Streitkräfte; sie wurde deshalb neben London zu einem weiteren Hauptziel von V1-Flugbomben und V2-Raketen (13. Oktober 1944 bis 30. März 1945) sowie das Ziel der Ardennenoffensive (ab 16. Dezember 1944 bis Ende Januar 1945). Von den über 1600 auf die Stadt und Umgebung abgefeuerten V-Waffen erreichten 1200 ihr Ziel. Der Hafen wurde wegen der Zielungenauigkeit von V1 und V2 jedoch kaum bis gar nicht zerstört. Umso mehr hatte die Zivilbevölkerung Tote (je nach Quelle 3700 bis 7000) und Verletzte zu beklagen (ca. 6000). Die V-Waffen und die Ardennenoffensive verzögerten den Vormarsch der Alliierten und als ergänzender Ausweichhafen wurde Gent ausgewählt. Der Terror, die Zerstörungen und die Blutbäder (unter anderem Einschläge von V2-Raketen auf Kreuzungen, in der Innenstadt oder im „Rex“-Kino, wo am 16. Dezember 1944 allein 567 Menschen umkamen. 2009 wurde im Kino eine Gedenktafel verlegt) blieben der Bevölkerung in bleibender Erinnerung. Die alliierten Medien durften bis Frühjahr 1945 nichts darüber berichten, während die NS-Propaganda jede abgeschossene V-Waffe gegen London und Antwerpen als Indiz für einen „Endsieg“ bejubelte. Im März 1945 bezeichnete das amerikanische Time Magazine Antwerpen als „The City of Sudden Death“ („Stadt des plötzlichen Todes“). Trotz der Zerstörungen blieb das historische Stadtbild jedoch weitgehend erhalten.
Die große jüdische Minderheit der Stadt mit Eruv wurde durch den Holocaust besonders schwer getroffen. Unter den deportierten und in einem KZ ermordeten Antwerpener Juden war auch Mala Zimetbaum. Heute ist Antwerpen wieder ein großes Zentrum des orthodoxen Judentums in Europa.

### Nach dem Zweiten Weltkrieg
Nach dem Zweiten Weltkrieg war die Entwicklung der Stadt durch ein anhaltendes Bevölkerungswachstum, die Expansion des Hafens und die damit zusammenhängende Ansiedlung neuer Industrieanlagen, insbesondere der chemischen Industrie, im Umfeld des Hafens geprägt. Zudem strömten viele Einwanderer nach Antwerpen, so dass 2019 von den damals 527.461 gemeldeten Einwohnern 50,1 Prozent einen Migrationshintergrund hatten. Die Einwohnerzahl wuchs vor allem durch sukzessive Eingemeindungen von Umlandgemeinden. Am 5. April 1958 wurden die drei Gemeinden Berendrecht, Zandvliet und Lillo eingemeindet, die später zu einem Stadtdistrikt organisiert wurden. Am 1. Januar 1983 wurden die Randgemeinden Berchem, Borgerhout, Deurne, Ekeren, Hoboken, Merksem und Wilrijk nach Antwerpen eingemeindet. Am 1. Januar 2025 wurde die Nachbargemeinde Borsbeek als 10. Distrikt nach Antwerpen eingemeindet.

Entwicklung des Stadtgebiets

Ab den 1980er Jahren geriet die Stadt in eine finanzielle Schieflage. Im Jahr 1995 wurde Antwerpen unter die Finanzaufsicht der flandrischen Regionalregierung gestellt, weil die städtischen Schulden derart stark gestiegen waren, dass eine Zahlungsunfähigkeit drohte. Hauptgrund hierfür waren exorbitante Personalkosten durch zu viele städtische Angestellte. Der Höhepunkt der Schuldenkrise wurde mit 1,6 Milliarden Euro Schulden im Jahr 2003 erreicht. Bis Ende 2018 konnten die Schulden auf unter 400 Millionen Euro reduziert werden, so dass die Aufsicht der kommunalen Finanzen durch die flämischen Landesbehörden wieder aufgehoben wurde. Ebenfalls ab etwa den 1980ern entwickelte sich Antwerpen zu einer Hochburg des flämischen Nationalismus. Die separatistisch-nationalistischen Parteien Vlaams Blok (bzw. ab 2004 Vlaams Belang) und Nieuw-Vlaamse Alliantie (N-VA) erzielten hier hohe Stimmenanteile.

## Bevölkerungsentwicklung
Die folgende Tabelle zeigt die historische Entwicklung der Einwohnerzahl Antwerpens.
|             | 1880    | 1890    | 1900    | 1910    | 1920    | 1930    | 1947    | 1961    | 1970    | 1980    | 1990    | 2000    | 2011    | 2023    |
| ----------- | ------- | ------- | ------- | ------- | ------- | ------- | ------- | ------- | ------- | ------- | ------- | ------- | ------- | ------- |
| Antwerpen   | 178.128 | 233.596 | 283.466 | 301.766 | 302.058 | 284.373 | 254.084 | 253.295 | 224.543 | 194.073 | 470.349 | 446.525 | 493.548 | 529.417 |
| Berendrecht |         |         |         |         | 2.436   | 2.479   | 2.439   | 253.295 | 224.543 | 194.073 | 470.349 | 446.525 | 493.548 | 529.417 |
| Zandvliet   |         |         |         |         | 2.910   | 2.876   | 3.223   | 253.295 | 224.543 | 194.073 | 470.349 | 446.525 | 493.548 | 529.417 |
| Lillo       |         |         |         |         | 1.389   | 1.379   | 1.288   | 253.295 | 224.543 | 194.073 | 470.349 | 446.525 | 493.548 | 529.417 |
| Berchem     | 9.384   | 15.503  | 19.962  | 30.274  | 32.115  | 41.685  | 45.401  | 48.667  | 50.241  | 46.368  | 470.349 | 446.525 | 493.548 | 529.417 |
| Borgerhout  | 20.268  | 28.882  | 37.693  | 49.333  | 52.860  | 56.054  | 50.877  | 51.182  | 49.002  | 44.389  | 470.349 | 446.525 | 493.548 | 529.417 |
| Deurne      | 5.252   | 6.702   | 8.517   | 12.318  | 15.337  | 43.372  | 56.853  | 68.703  | 80.766  | 78.646  | 470.349 | 446.525 | 493.548 | 529.417 |
| Ekeren      | 3.992   | 4.806   | 6.026   | 8.387   | 10.030  | 13.596  | 15.962  | 21.452  | 27.648  | 12.336  | 470.349 | 446.525 | 493.548 | 529.417 |
| Hoboken     | 4.147   | 6.987   | 10.202  | 16.882  | 21.006  | 32.700  | 31.725  | 30.557  | 33.693  | 36.640  | 470.349 | 446.525 | 493.548 | 529.417 |
| Merksem     | 5.056   | 8.453   | 11.648  | 17.659  | 20.173  | 26.166  | 29.139  | 36.098  | 39.768  | 41.202  | 470.349 | 446.525 | 493.548 | 529.417 |
| Wilrijk     | 3.908   | 5.495   | 6.043   | 7.810   | 9.634   | 20.361  | 26.150  | 37.396  | 43.485  | 43.161  | 470.349 | 446.525 | 493.548 | 529.417 |

Quelle für Sitzverteilungen 

## Politik

### Stadtrat
- PVDA: 12
- Vooruit: 7
- Groen: 6
- VLD: 0
- CD&V: 1
- N-VA: 23
- VB: 6

Nach der Wahl kam es zu einer Koalition aus NVA und Vooruit, die 30 Sitze auf sich vereinigen konnten.
- N-VA: 23
- Vooruit: 7
- PVDA: 12
- Groen: 6
- VB: 6
- CD&V: 1
- VLD: 0

- PVDA: 4
- Vooruit: 6
- Groen: 11
- VLD: 2
- CD&V: 3
- N-VA: 23
- VB: 6

- PVDA: 4
- Vooruit: 12
- Groen: 4
- VLD: 2
- CD&V: 5
- N-VA: 23
- VB: 5

- PVDA: 0
- Vooruit: 22
- Groen: 2
- VLD: 5
- CD&V: 5
- N-VA: 1
- VB: 20

- PVDA: 0
- Vooruit: 12
- Groen: 6
- VLD: 10
- CD&V: 6
- N-VA: 1
- VB: 20

## Sehenswürdigkeiten

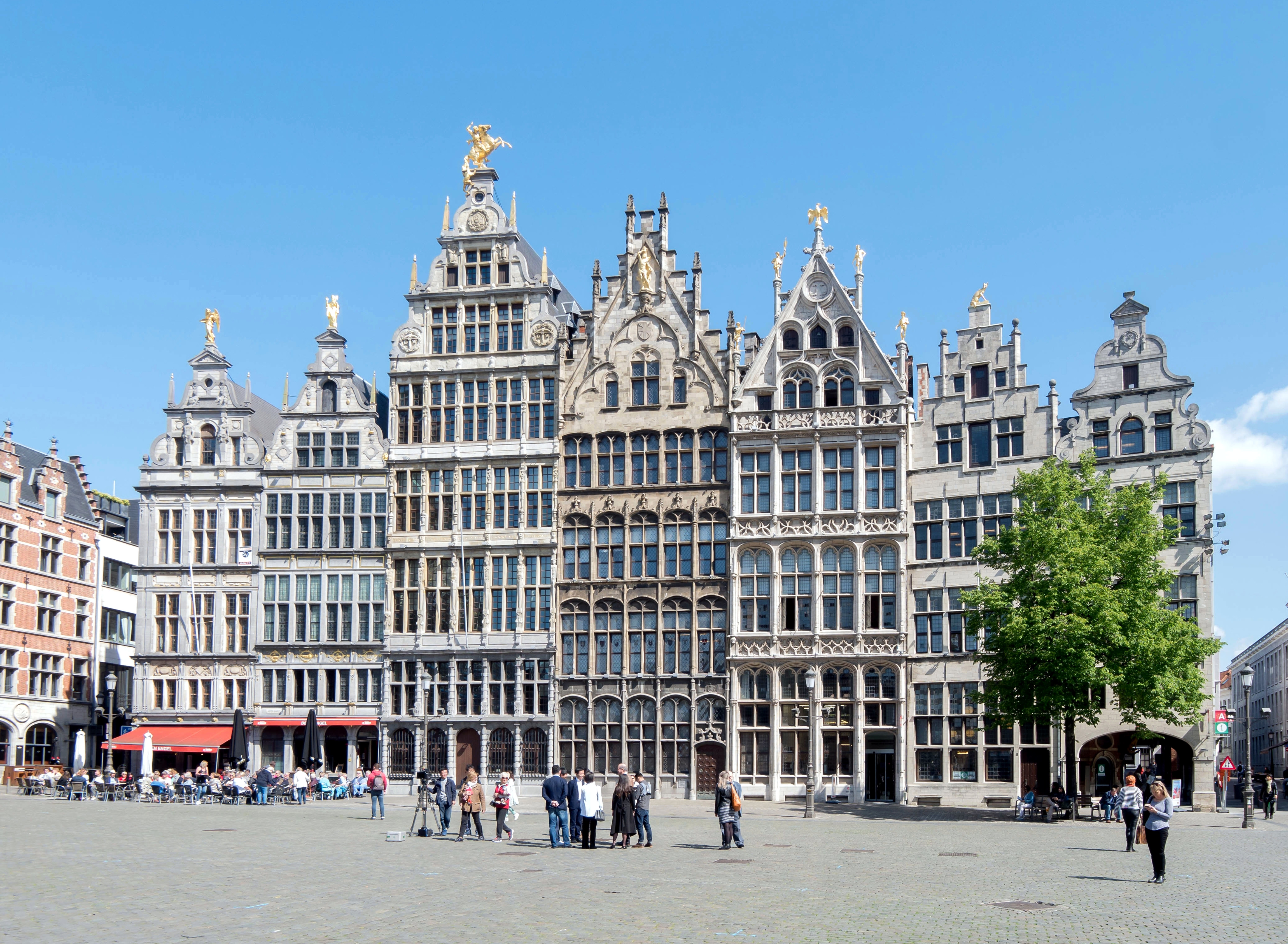
Gildehäuser am Großen Markt (2018)

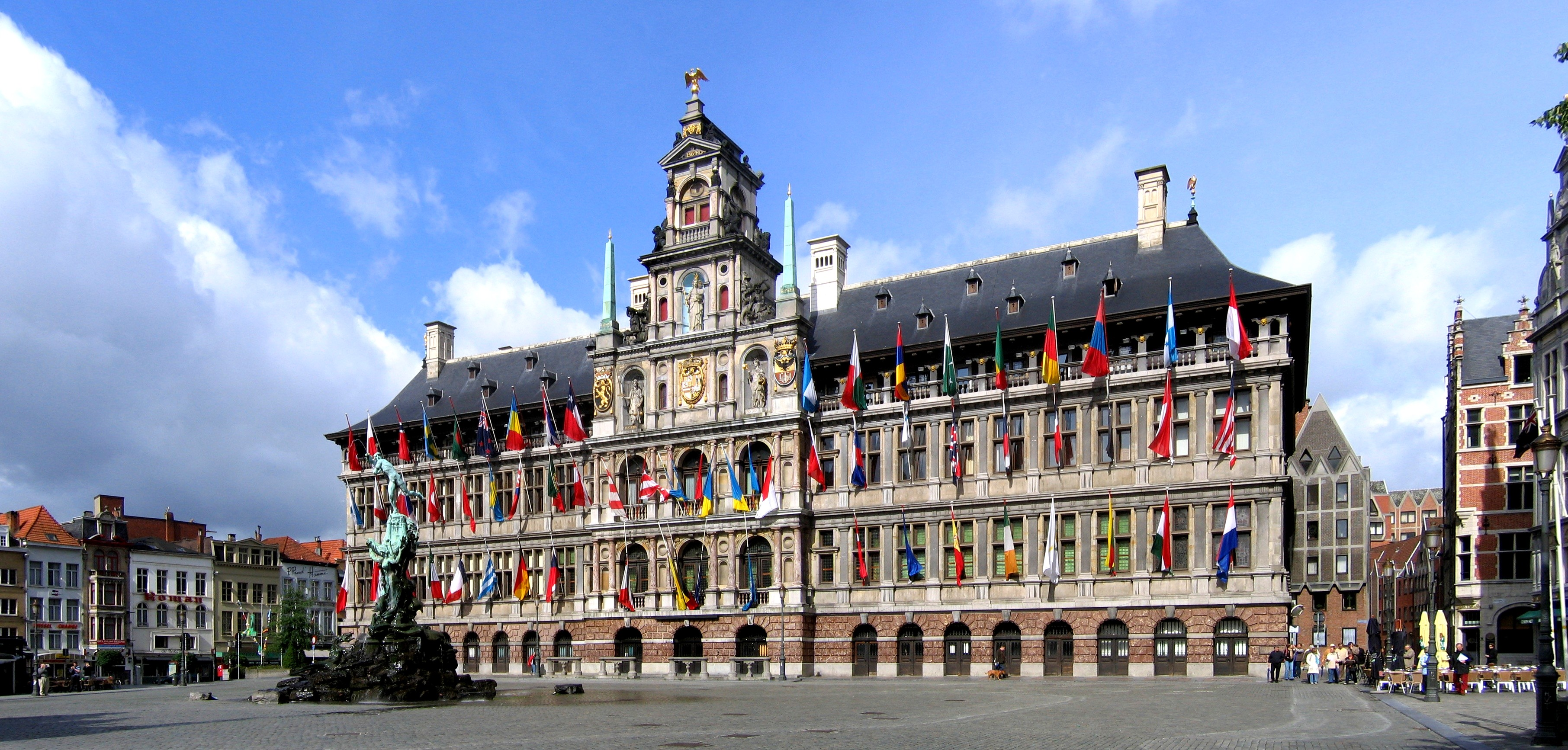
Stadhuis (Rathaus) (2006)

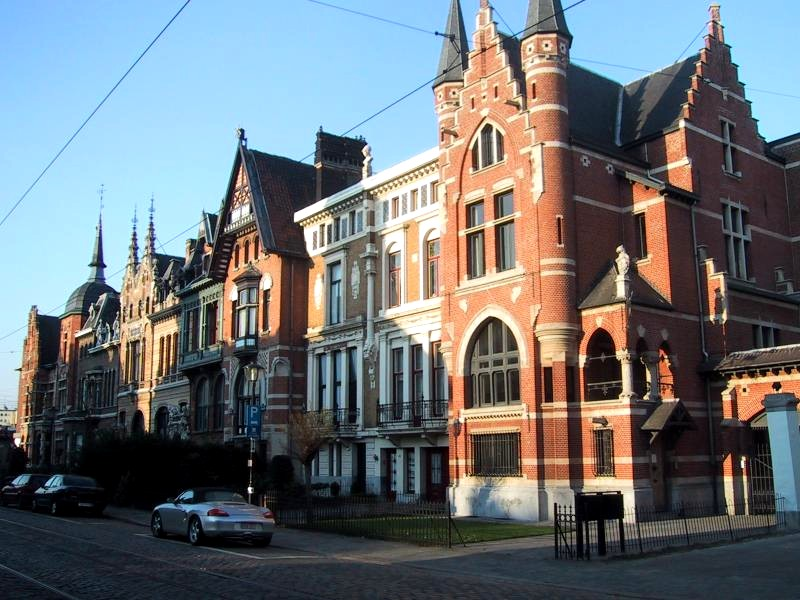
Zurenborg: Cogels-Osylei

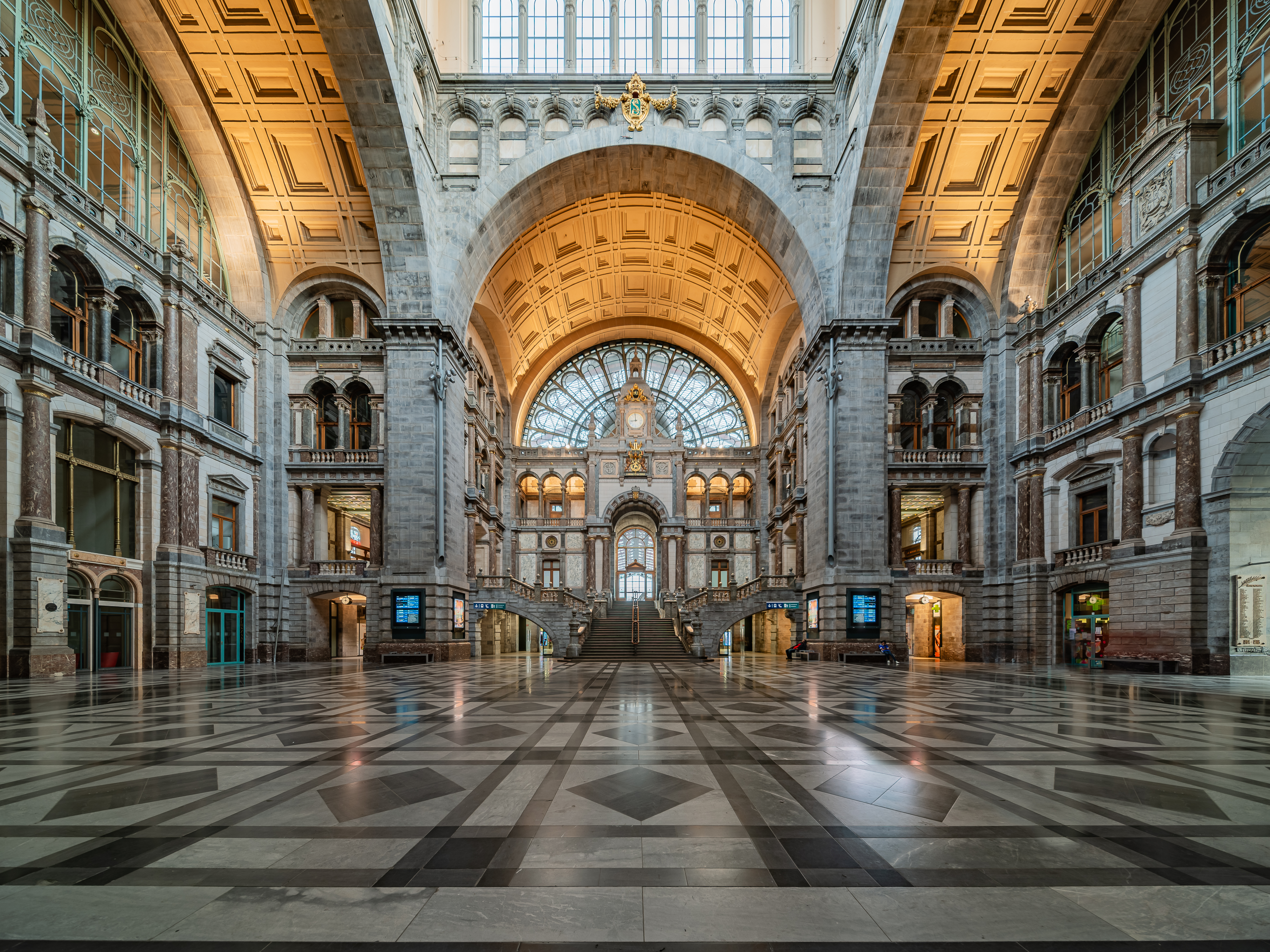
Das Innere des alten Bahnhofsgebäudes (2022)

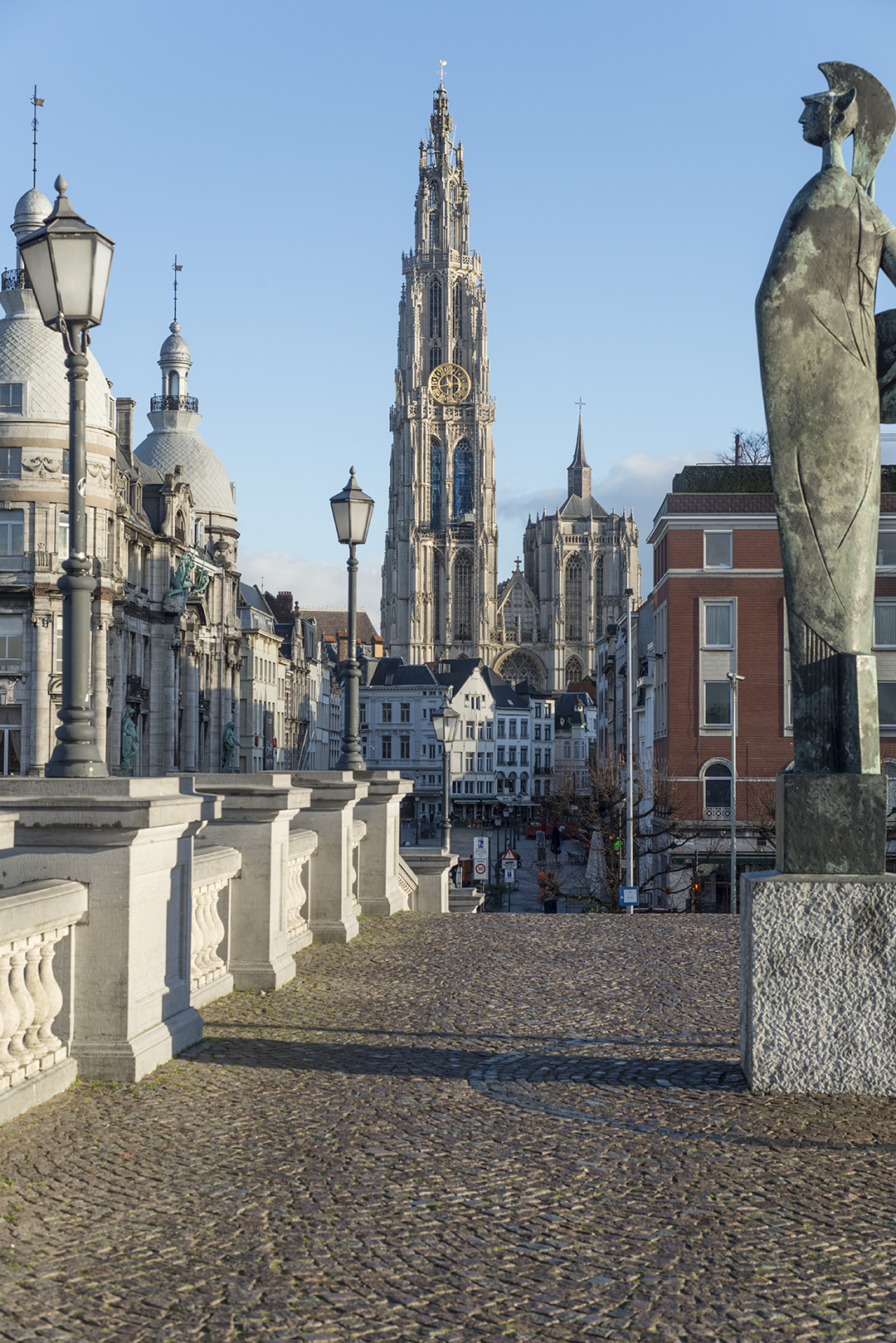
Liebfrauenkathedrale (2012)

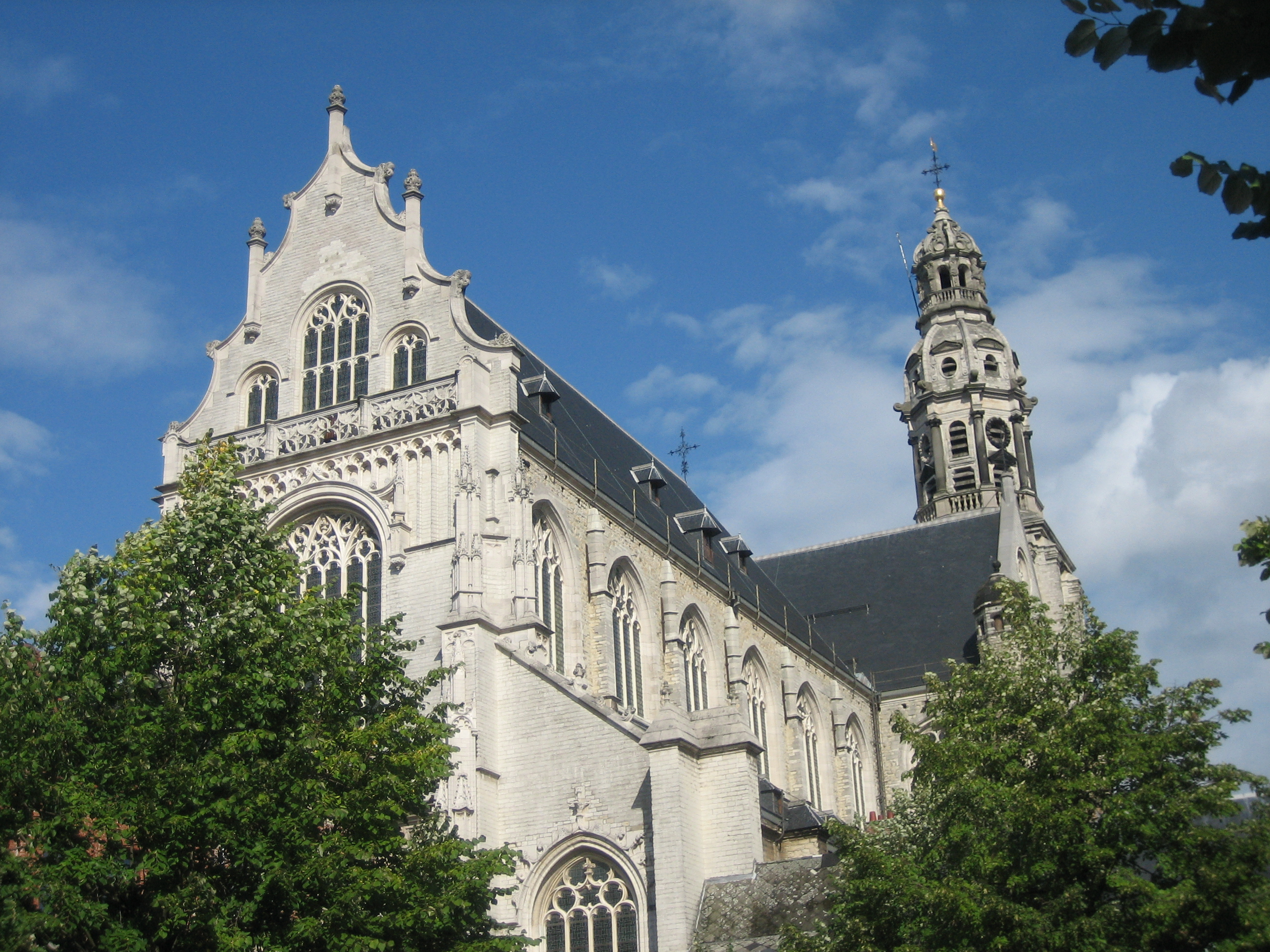
Die Sankt-Pauluskirche (2006)

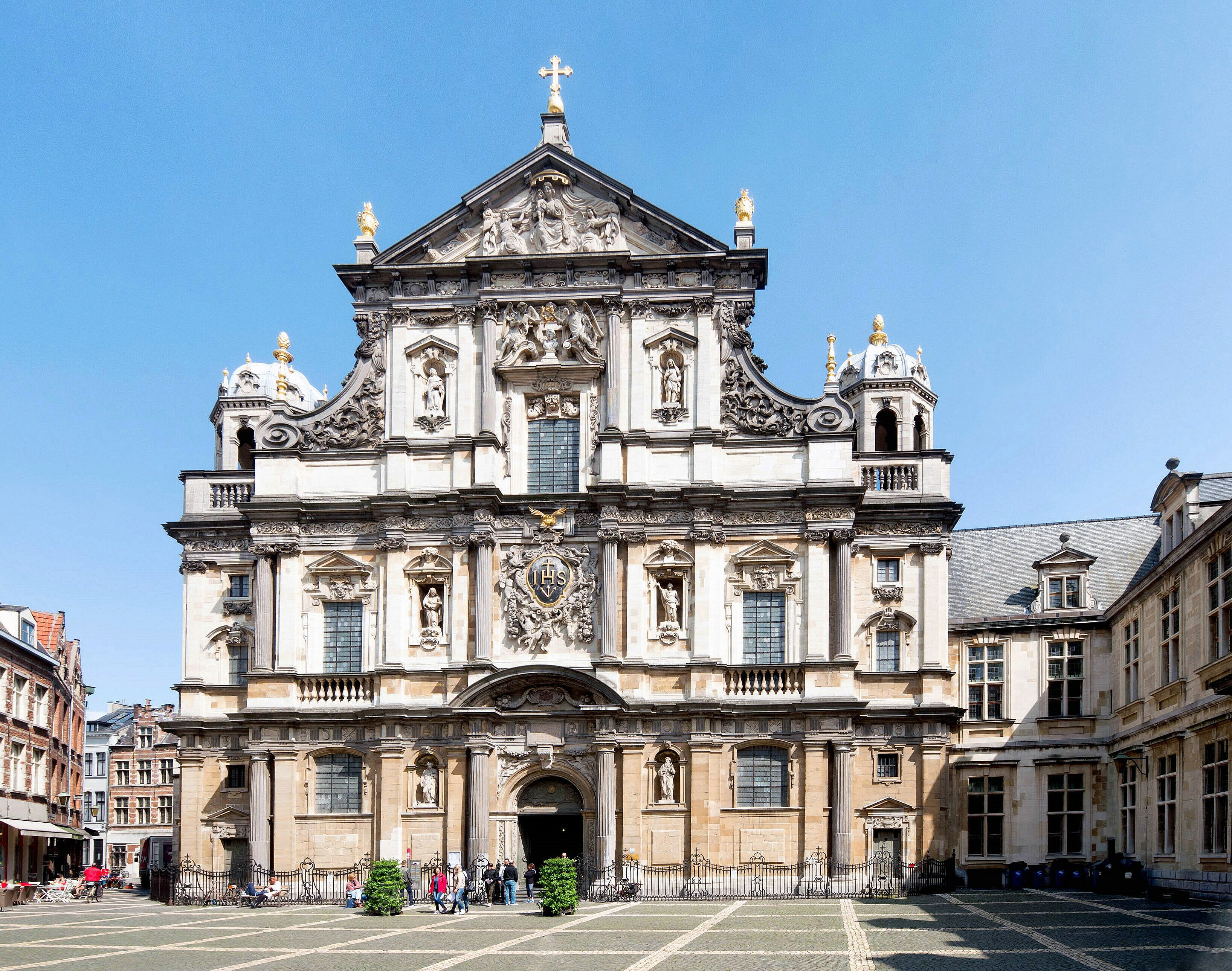
Die Sankt-Karl-Borromäuskirche (ehemalige Jesuitenkirche) (2018)

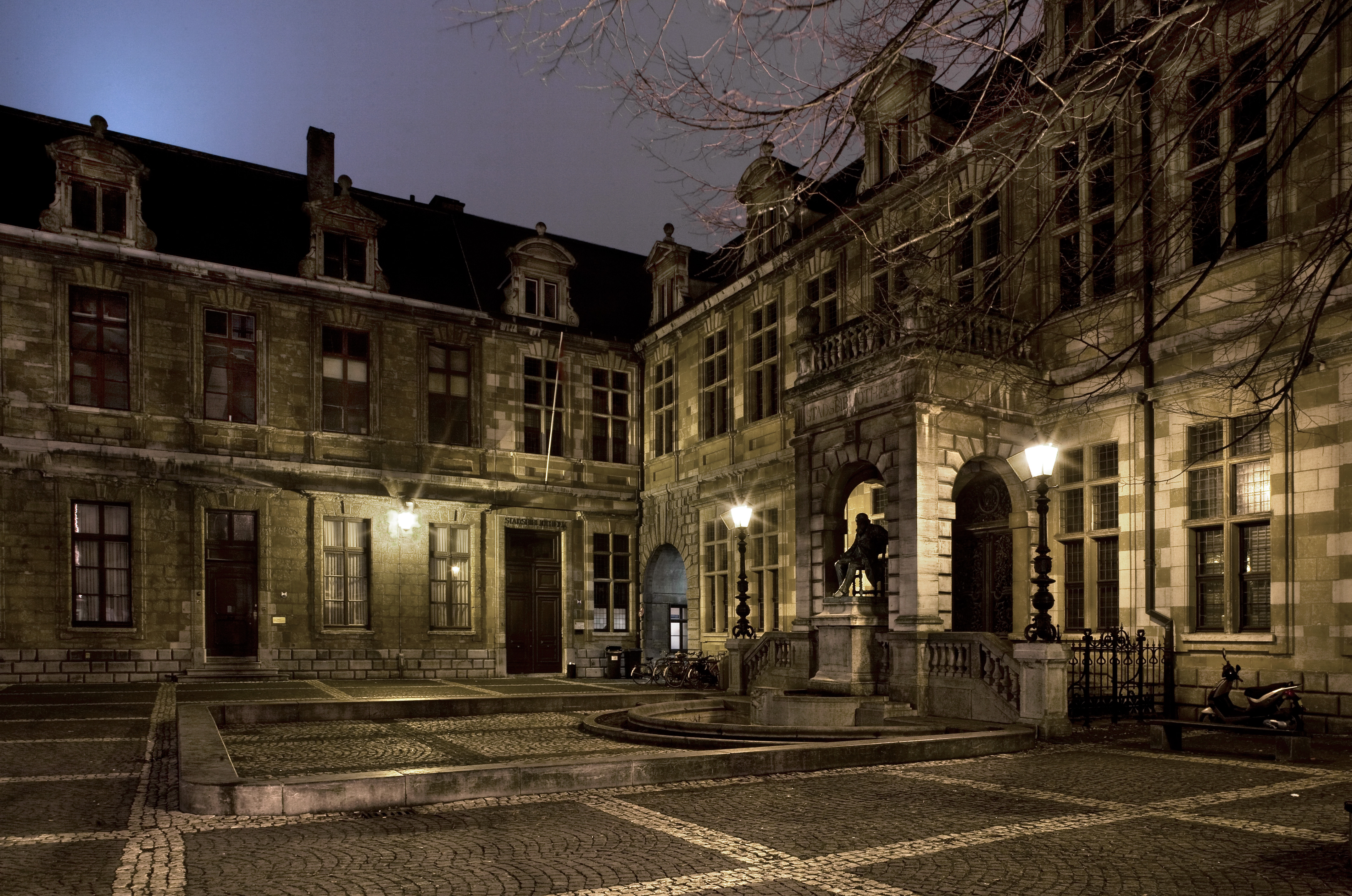
Der Hendrik Conscienceplein (2008)

Antwerpen gehört zu den wenigen zentraleuropäischen Großstädten mit weitgehend erhaltenem historischen Stadtkern. Aufgrund der vielen noch vorhandenen Bau- und Kunstdenkmale aus der Blütezeit der Stadt (Spätmittelalter, Renaissance und Barock) sowie aus der Zeit des Jugendstils und des Art déco gilt Antwerpen als eine sehr sehenswerte Großstadt und ist ein wichtiges Ziel im Städtetourismus.
Zu den Sehenswürdigkeiten der Stadt gehören unter anderem:
Die fünf großen Kirchen der Altstadt
- die Liebfrauenkathedrale (Onze Lieve Vrouwekathedraal) (→Lage)
- die Sint-Jacobskerk mit der Grabkapelle von Peter Paul Rubens und dessen Familie (→Lage)
- die Sint-Andrieskerk mit Schatzkammer (→Lage)
- die Sint-Pauluskerk (→Lage)
- die Carolus Borromeuskerk, ein Hauptwerk der Jesuitenarchitektur (→Lage)

Profanbauten
- Stadtfestsaal Antwerpen (→Lage)
- Hauptbahnhof („Eisenbahnkathedrale“) (→Lage)
- Der Boerentoren wird als erster Wolkenkratzer des (US-amerikanischen) Art-Déco-Stils auf dem europäischen Festland angesehen (→Lage)
- das Vleeshuis (→Lage)
- Felix Pakhuis (→Lage)
- Port House Antwerpen (→Lage)

Museen
- Plantin-Moretus-Museum, Weltkulturerbe (→Lage)
- Rubenshaus, Wohnhaus und Werkstatt von Peter Paul Rubens, heute Museum (→Lage)
- Königliches Museum der Schönen Künste (→Lage)
- Middelheimmuseum (→Lage)
- Museum für Gegenwartskunst (MuHKA)
- ModeMuseum (→Lage)
- Museum aan de Stroom (MAS) (→Lage)
- Het Steen (alte Burg, heute ein Schifffahrtsmuseum) (→Lage)
- Diamantmuseum (→Lage)
- Silbermuseum Sterckshof im Schloss Sterckshof (→Lage)
- Red Star Line Museum über die europäische Migration nach Amerika (Nähe MAS) (→Lage)

Straßen, Plätze, Märkte und Viertel
- der Marktplatz (Grote Markt) mit dem Brabobrunnen (→Lage)
- der Hendrik Conscienceplein (plein = Platz; →Lage)
- Beginenhof Antwerpen (→Lage)
- die Cogels-Osylei und die benachbarten Straßen Transvaalstraat und Waterloostraat im Ortsteil Zurenborg (Prachtstraßen mit vielen Jugendstil-Bauten; →Lage)
- die Leysstraat und die daran anschließende Meir (Prachtstraße; →Lage)
- das Jüdische Viertel in der direkten Umgebung des Hauptbahnhofs
- Vogelmarkt (→Lage)
- Zoo Antwerpen (→Lage)
- Hafenrundfahrt (Abfahrt bei Kattendijkdok-Zuidkaai an der Zugbrücke; →Lage)
- Freizeitanlage Park Spoor Noord auf dem Gelände eines ehemaligen Güterbahnhofs

## Kunst und Kultur
Die Stadt hat viele bekannte Künstler hervorgebracht, darunter den in Deutschland geborenen Maler Peter Paul Rubens, Anthonis van Dyck, Jacob Jordaens, Jan Brueghel den Älteren und seinen Sohn Jan Brueghel den Jüngeren sowie den bedeutenden Buchdrucker und Verleger Christoph Plantin (16. Jahrhundert), dessen Haus in die UNESCO-Welterbeliste aufgenommen wurde und das Plantin-Moretus-Museum beinhaltet.
In Antwerpen befinden sich zahlreiche kulturelle Einrichtungen, etwa die Vlaamse Opera, das Königliche Museum der Schönen Künste, das Middelheimmuseum, das Museum Mayer van den Bergh, das Museum van Hedendaagse Kunst Antwerpen, das Silbermuseum Sterckshof oder das Rubenshaus.
Durch Antwerpens historische Hafenlage entwickelte sich eine Vielseitigkeit der Gastronomie mit internationalen Einflüssen.
Besonders im Viertel Zuid (Süden) findet man Kultur auf engstem Raum konzentriert. Dieses Ambiente hat dafür gesorgt, dass sich hier inzwischen eine Modekultur entwickelt hat, deren Mittelpunkt die Modeabteilung der Koninklijke Academie voor Schone Kunsten (Königliche Akademie der Schönen Künste), um die sich neben vielen Schriftstellern und Künstlern auch viele Bars angesiedelt haben, bildet. Das besterhaltene Ensemble des Jugendstils in Antwerpen ist das Viertel Zurenborg.
Von 1966 bis 1976 war die Galerie Wide White Space eine der führenden Avantgarde-Galerien in Europa; sie arbeitete eng mit bekannten Künstlern wie Joseph Beuys, Marcel Broodthaers und Panamarenko zusammen. Jan Fabre und Luc Tuymans sind bedeutende zeitgenössische Künstler, die in Antwerpen leben und arbeiten.
An der Koninklijke Academie voor Schone Kunsten van Antwerpen wurden einige der begabtesten Modedesigner ausgebildet. In Fachkreisen nennt man sie nur die Antwerp Six und spricht dabei von den Designern Dirk Bikkembergs Ann Demeulemeester, Walter Van Beirendonck, Dries Van Noten, Dirk Van Saene und Marina Yee. Dieser Gruppe trat etwas später der Designer Martin Margiela bei. Mitte der 1980er Jahre gelang der Gruppe der internationale Durchbruch und viele der Designer sind auch heute mit ihren eigenen Marken noch feste Größen im internationalen Modegeschäft. Aufgrund dieser Historie pilgern immer mehr Mode-Anhänger zu den jährlich veranstalteten Sample Sales, bei welchen die Designer sowohl ältere, als auch neue Samples ihrer Kleidung für verhältnismäßig wenig Geld bereitstellen und somit auch exklusive Einblicke in den Entwicklungsprozess gewähren. Im ModeMuseum werden Werke zeitgenössischer Designerinnen und Designer gesammelt und ausgestellt.
Friedrich Preller der Ältere weilte zu einem Studienaufenthalt in Antwerpen. so malte er 1824 das Ölgemälde: Bärentreiber in Antwerpen.

## Religion
Die große Mehrheit der Antwerpener ist römisch-katholisch. Als Seehafen und Handelsmetropole ist Antwerpen seit Jahrhunderten aber auch eine sehr internationale Stadt. Dies drückt sich auch durch eine große Vielfalt der ansässigen Religionen aus.
Antwerpen ist wie ganz Belgien aufgrund der früheren Zugehörigkeit zu den Spanischen Niederlanden überwiegend vom römisch-katholischen Christentum geprägt. Der Liebfrauendom gehört als Stadtkrone der historischen Altstadt zu den größten Kirchenbauwerken Europas, er ist Kathedrale des Bistums Antwerpen. Die Stadt und die Vorortgemeinde Stabroek bilden innerhalb des Bistums das Dekanat Antwerpen. Da auch viele der in Antwerpen lebenden Einwanderer römisch-katholische oder uniert-katholische Christen sind, nutzen auch zahlreiche fremdsprachige Gemeinschaften die katholischen Kirchen der Stadt. So gibt es mehrere afrikanische und lateinamerikanische Gemeinden, aber auch eine chaldäische der hiesigen irakischen Christen.
Die Vereinigte Protestantische Kirche von Belgien und die mit ihr im ARPEE zusammengeschlossenen evangelikalen Christen haben in Antwerpen etwa 15 Gemeinden, darunter die Gemeinde um die frühere Klosterkirche Brabantsche Olijfberg. Die anglikanische Kirche hat ebenfalls eine Gemeinde in der Stadt, sie gehört zum Archidiakonat Nordwesteuropa im Bistum Gibraltar in Europa. Auch die protestantische Konfessionsfamilie hat zahlreiche weitere ausländische und fremdsprachige Gemeinden, darunter die Deutschsprachige Evangelische Gemeinde.
Es gibt fünf byzantinisch-orthodoxe Gemeinden. Davon unterstehen zwei dem Ökumenischen Patriarchat von Konstantinopel (eine griechisch- und eine russischsprachige), eine der Russisch-Orthodoxen Kirche, eine der Georgischen Orthodoxen Apostelkirche und eine der Rumänisch-Orthodoxen Kirche.
Antwerpen hat eine der größten jüdischen Gemeinschaften Europas, weshalb orthodoxe und ultra-orthodoxe Juden in einigen Vierteln das Stadtbild prägen. Die Antwerpener Juden dominieren besonders den Diamantenhandel, und das Viertel der Diamantenschleifer am Hauptbahnhof ist auch ein wichtiges Wohngebiet der jüdischen Antwerpener. Es gibt zahlreiche Synagogen (siehe auch: Holländische Synagoge) und Bethäuser (jiddisch schtiblech), die den verschiedenen Gemeinden und chassidischen Gemeinschaften gehören.
Durch die große Zahl marokkanischer und türkischer Einwanderer ist auch der Islam in Antwerpen stark vertreten. Es gibt knapp 30 Gemeinden der unterschiedlichen Strömungen und Rechtsschulen, ganz überwiegend sunnitischer Richtung, aber auch der Ahmadiyya oder des Sufismus.
Es gibt acht hinduistische und acht buddhistische Gemeinden sowie eine der Baha’i und des Jainismus.

## Wirtschaft und Bildung

### Finanzplatz
Der Finanzplatz Antwerpen hat spürbar von seiner Bedeutung eingebüßt. Die Wertpapierbörse der Stadt gilt als eine der ältesten – sogar als Mutter aller Börsen. Sie war als Börse Antwerpen bekannt.

### Diamanten

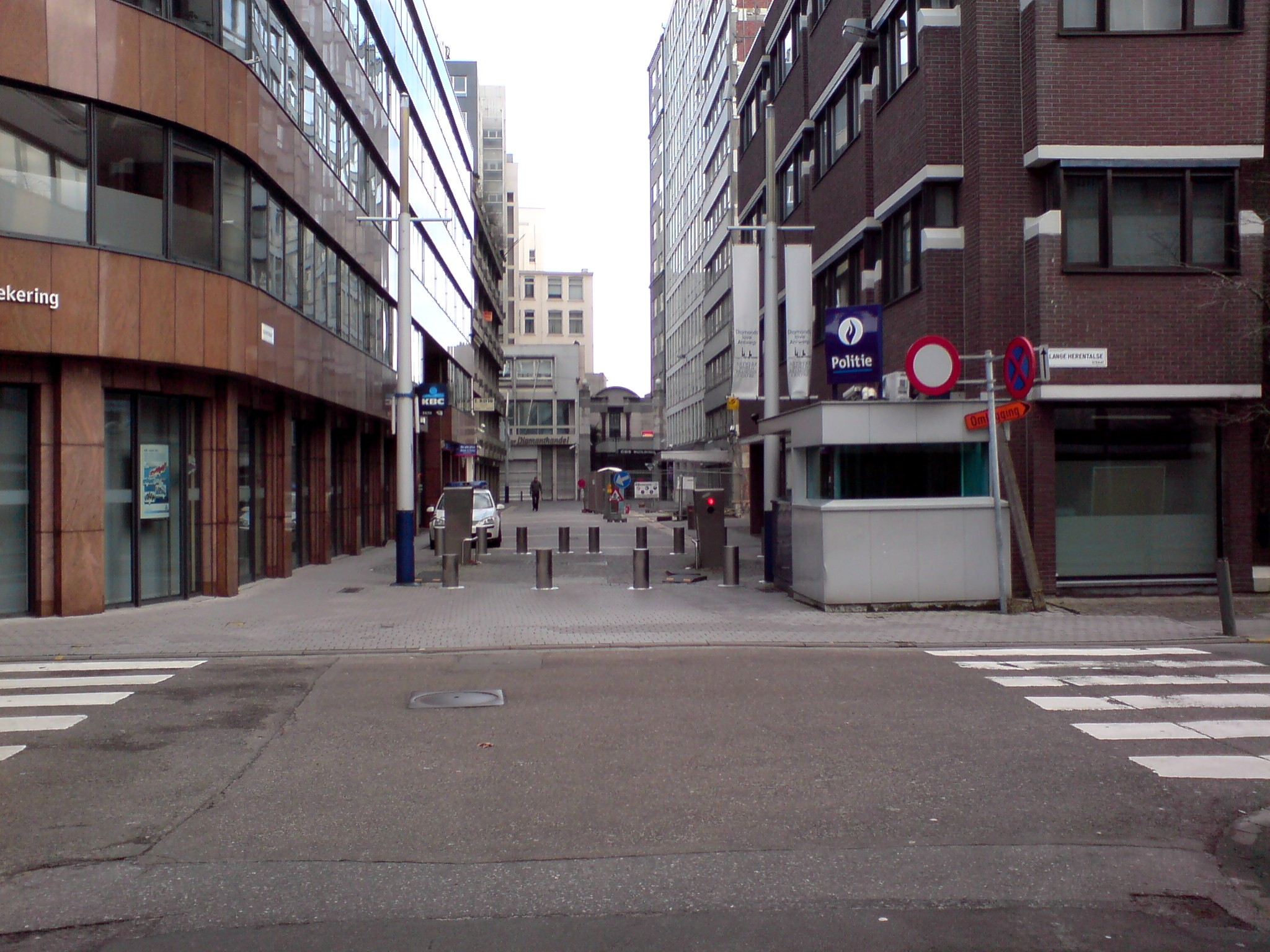
Hoveniersstraat, Zentrum des Diamantengroßhandels in Antwerpen (2009)

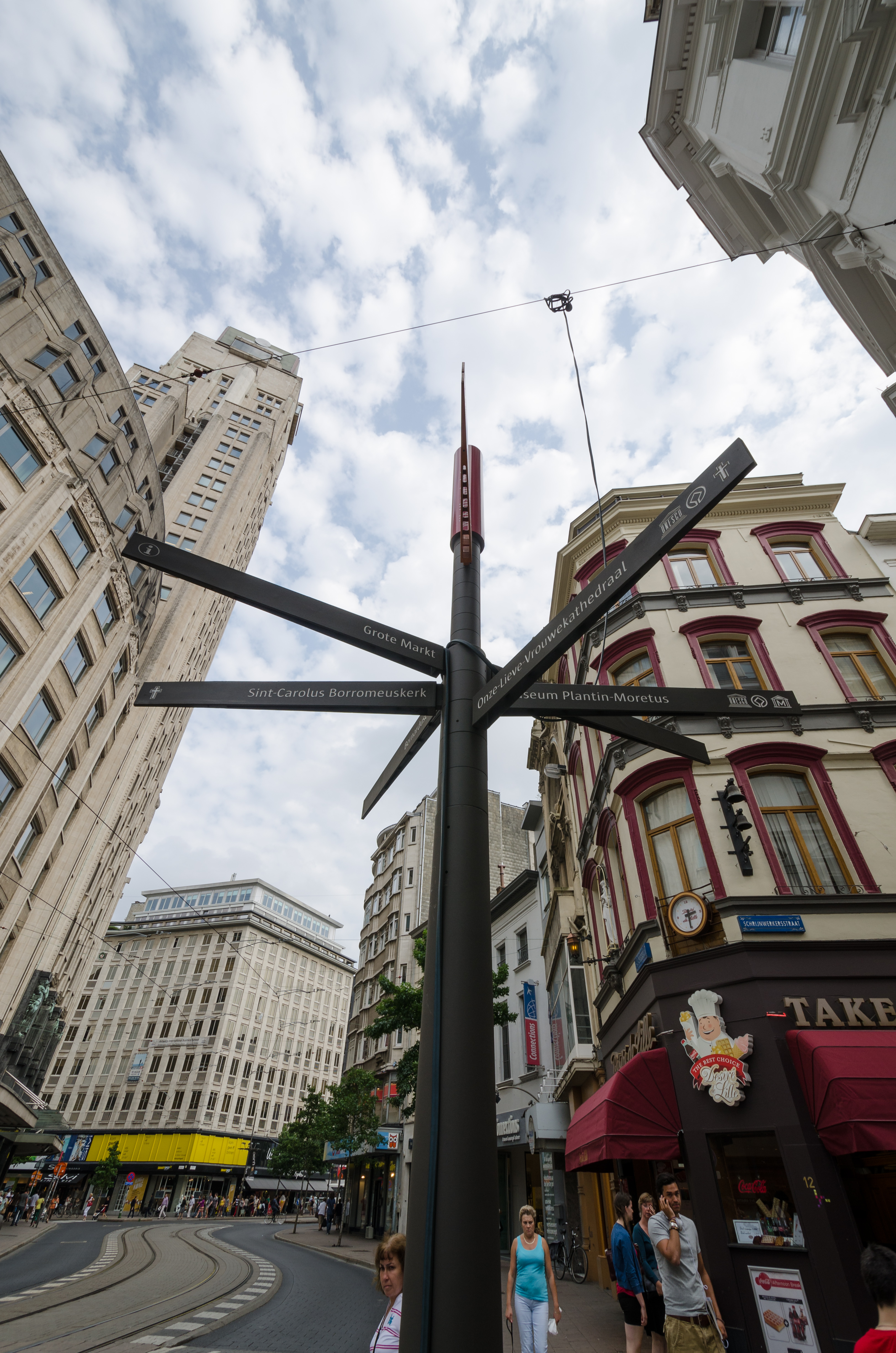
Typische Straßenszene mit Läden und Gebäuden aus verschiedenen Epochen (2012)

Traditionell gilt die Stadt als wichtigster Diamantenhandelsplatz der Welt. Neben vier Diamantenbörsen (die älteste und größte ist die Beurs voor Diamanthandel) haben sich etwa 1600 Diamantenfirmen und ein Diamantenmuseum angesiedelt. Das Viertel, in dem sich der Diamantenhandel konzentriert, ist durch Überwachungskameras und ausfahrbare Straßenbarrieren gesichert.
Waren es vor kurzem noch über 80 Prozent, so werden heute noch rund 60 Prozent aller Rohdiamanten in Antwerpen gehandelt – ein halbes Jahrtausend lang traditionell vor allem von jüdischen Händlern. In den letzten Jahren hat eine gewaltige Veränderung des Diamantenhandels stattgefunden. Jainistische Inder beherrschen 55 Prozent des weltweiten Diamantengeschäfts. Sie handeln zunehmend auch an anderen Orten, zum Beispiel in Dubai, wo der Handel steuerfrei ist. Dies fordern die Händler mittlerweile auch in Antwerpen, und die belgische Regierung plant eine Steueramnestie, mit der sie die für das Land so wichtigen Händler – Handel und Industrie des Diamantensektors beschäftigen immerhin 27.000 Menschen in der Stadt – davon abbringen will, die Stadt als Handelsplatz ganz zu verlassen.

### Wissenschaft
In Antwerpen befinden sich die aus drei kleineren Universitäten hervorgegangene Universität Antwerpen und mehrere Hochschulen, wie die KdG University of Applied Sciences and Arts, die Artesis Hogeschool Antwerpen und die Plantijn Hogeschool, sowie wissenschaftliche Institute (zum Beispiel das Institut für Tropenmedizin).

### Industrie
Im Hafengebiet unweit des Churchilldocks befand sich an der Straße Noorderlaan auf einem 96 Hektar großen Gelände ein Automobilwerk von General Motors Belgium NV, in dem 2500 Beschäftigte Pkw für Opel produzierten. Im Dezember 2010 wurde das letzte Fahrzeug produziert, danach wurden die Produktionsanlagen abgebaut. Das Gelände wird jetzt unter dem Namen Churchill Industriele Zone durch den Städtischen Hafenbetrieb Antwerpen (SHA) vermarktet.
Die im Hafengebiet angesiedelten petrochemischen Werke stellen nach Houston in Texas den größten Cluster dieser Art dar. Ferner befinden sich in Antwerpen verschiedene Industriezweige, u. a. Erdölindustrie und Fahrzeugbau.

## Verkehr

### Seehafen

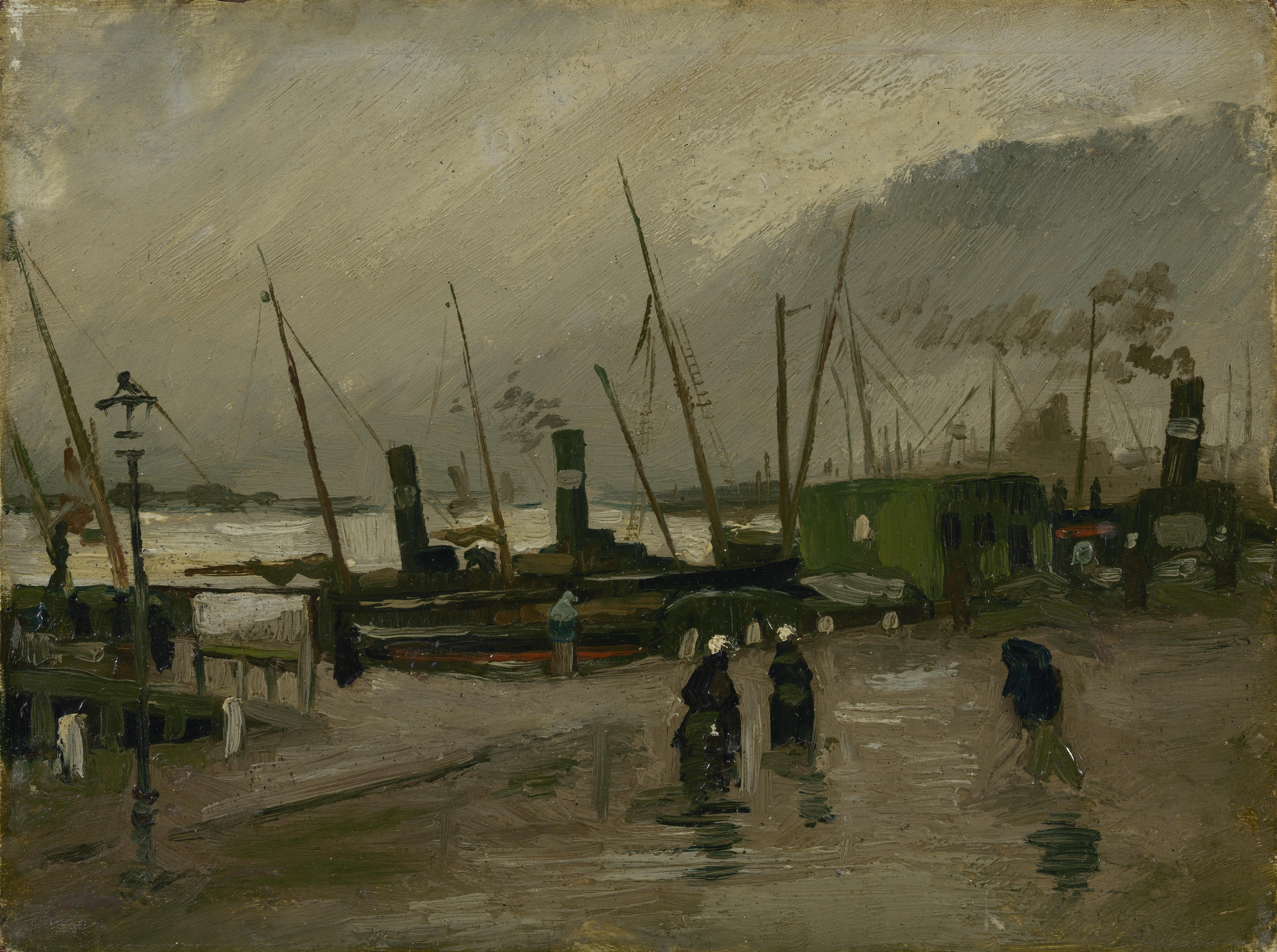
Vincent van Gogh: Kai in Antwerpen mit Schiffen (1885)

Der Hafen der Stadt ist einer der größten der Welt und nach Rotterdam der zweitgrößte Europas. Wie viele große Seehäfen in Europa (z. B. London, Rotterdam, Bremen, Hamburg, Stettin) liegt er nicht am offenen Meer, sondern an einer dorthin führenden Flussmündung. Über die durch niederländisches Gebiet führende Westerschelde erreichen die Schiffe die offene Nordsee.
Ebenfalls wie viele andere Seehäfen hat auch Antwerpen einen Vorhafen an der Flussmündung zur offenen See. Das zu den Niederlanden gehörende Vlissingen ist jedoch, anders als etwa die Hafengruppe Bremen/Bremerhaven, kein ergänzender, sondern eher ein konkurrierender Standort. Auch die Westerschelde als Hafenzufahrt ist ein niederländisches Gewässer, was angesichts der Konkurrenz zum nahen niederländischen Hafen Rotterdam zu vielen bürokratischen Behinderungen und in der Vergangenheit sogar zu militärischen Auseinandersetzungen führte. Auch das Flächenwachstum des Hafengebiets wird durch die Grenzlage behindert, da es im Norden bereits bis unmittelbar an die niederländische Grenze reicht.
Eine ähnliche Situation besteht beim benachbarten belgischen Seehafen Gent, der nur über den Kanal Gent–Terneuzen durch niederländisches Gebiet und den dortigen Vorhafen Terneuzen die Westerschelde erreicht. Nur bei den Häfen Brügge-Zeebrügge und Ostende hat Belgien einen unmittelbaren Zugang zum Meer.
Über den Albert-Kanal besteht für die Binnenschifffahrt eine Verbindung von Antwerpen zum Binnenhafen von Lüttich an der Maas.

### Fernverkehr

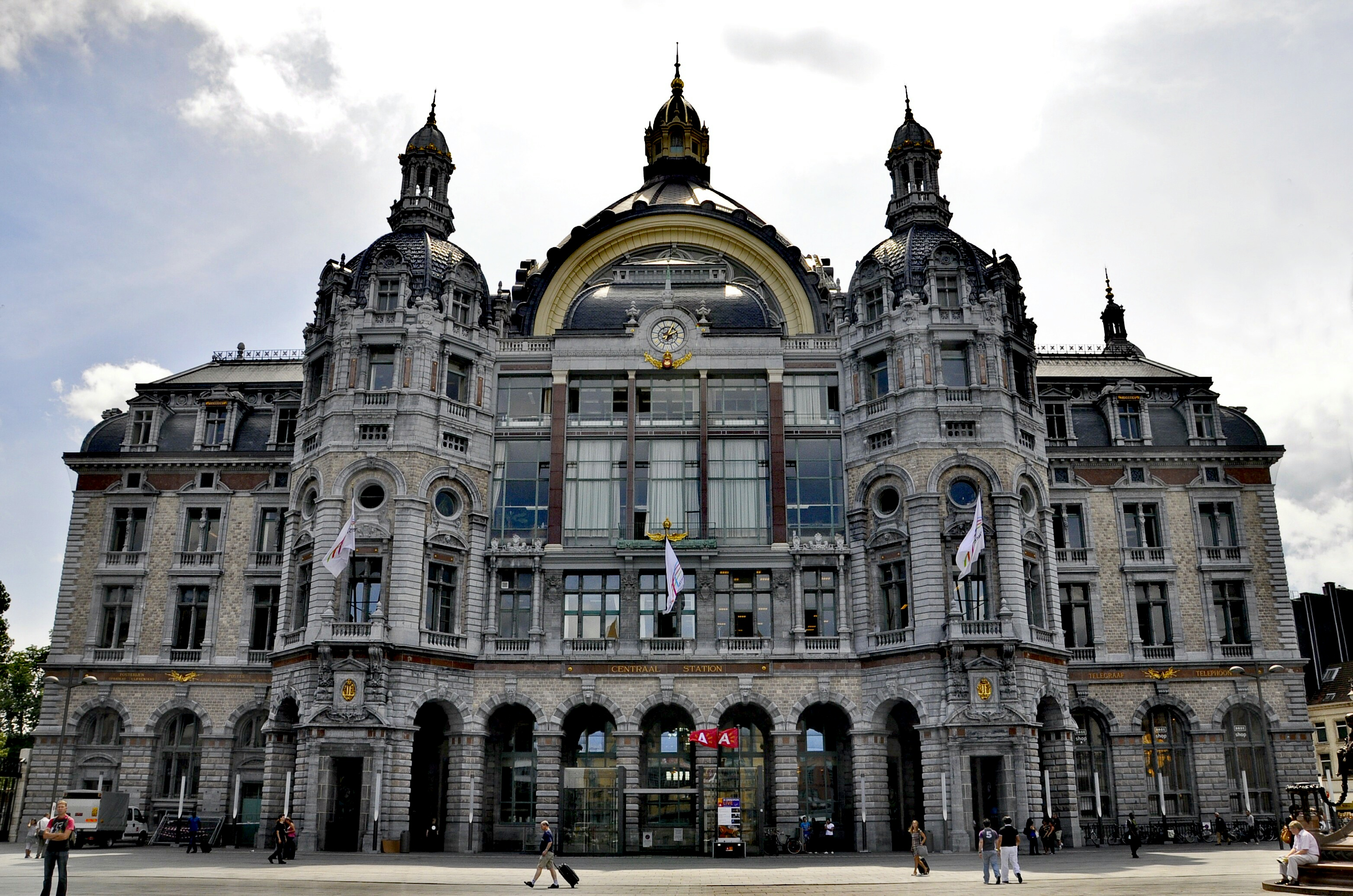
Hauptbahnhof (2010)

Antwerpen liegt an der europäischen Nord-Süd-Hauptverkehrsachse von Amsterdam, d. h. der Metropolregion Randstad Holland, über Brüssel und Lille nach Paris. In diesem Korridor verlaufen mehrere Autobahnen (auf belgischem Gebiet die A 1 und A 12), die gemeinsam die Europastraße 19 bilden, sowie die Schnellfahrstrecke Schiphol–Antwerpen für die Hochgeschwindigkeitszüge Thalys.
Die über Antwerpen verlaufenden Ost-West-Routen sind von untergeordneter Bedeutung, da Antwerpen hier im Schatten der Nachbar-Großstadt Brüssel steht. Die wichtigsten sind die A 14/E 17, die über Gent nach Lille führt und dort auf die Route Brüssel–Paris trifft, und die Europastraße 34 (Belgien: A 21, Niederlande: A 67, Deutschland: A 40/Ruhrschnellweg), die über Eindhoven und Venlo nach Dortmund führt.
Der Hauptbahnhof, ursprünglich ein Kopfbahnhof, wurde nach langandauernden Umbauarbeiten 2007 wiedereröffnet. Im Rahmen der Anbindung Antwerpens an das europäische Eisenbahn-Hochgeschwindigkeitsnetz wurde der Bahnhof untertunnelt und vergrößert. Das historische Empfangsgebäude aus dem 19. Jahrhundert blieb dabei erhalten und wurde mit den neuen Bereichen verbunden. Täglich wird der Bahnhof von circa 540 Zügen frequentiert. Internationale Hochgeschwindigkeitsverbindungen bestehen mehrmals täglich in das nördliche Nachbarland Niederlande (mit Eurostar und NS International) und nach Paris (mit Eurostar). Ebenso existiert mit Eurostar eine regelmäßige Express-Verbindung mit der Hauptstadt Brüssel.
Den Eisenbahngüterverkehr des Hafens mit dem weit über Belgien hinausreichenden Hinterland vermittelt der Rangierbahnhof Antwerpen-Noord, einer der größten in Europa.

### Regional- und Nahverkehr
Antwerpen besitzt ein großes Straßenbahnnetz mit zwölf Linien. Im Innenstadtbereich gibt es zwei Tunnelstrecken mit elf Tunnelstationen, auch die Schelde wird unterirdisch gekreuzt. Die Strecke aufs linke Scheldeufer reicht bis ins ostflämische Zwijndrecht.
Neben der Straßenbahn verkehren im Stadtgebiet Antwerpens auch die Linien der S-Bahn Antwerpen, die 2018 aus vorherigen L-Zugverbindungen entstand.
Die wichtigste Stadtautobahn ist der Antwerpener Ring (R1), der die von Norden kommenden Autobahnen A1 (Utrecht) und A12 (Rotterdam) vereinigt, in einem Halbkreis östlich um die Innenstadt herumführt, im Süden der Stadt im Kennedytunnel die Schelde kreuzt und sich im Südwesten in die Autobahnen A11 (Hafen von Gent/Brügge) und A14 (Gent) verzweigt. Im Westen mündet außerdem die A13 (Hasselt/Lüttich) ein, von der wenige Kilometer östlich die A13 (Eindhoven) abzweigt, im Süden wiederum die beiden nach Brüssel führenden Autobahnen A1 und A12.
Wesentlich weiter außerhalb als der Ring R1 verläuft der Große Ring, der allerdings bisher nur aus einem 13 km langen Teilstück im Nordwesten besteht. Dieses unterquert über drei Unterwassertunnel das gesamte Hafengebiet und bindet dieses an den Verkehr nach Norden (Rotterdam) und Westen (Gent) an.
Im Innenstadtbereich gibt es außerdem zwei sehr alte Scheldetunnel, nämlich den Waaslandtunnel, durch den die Nationalstraße N49a verläuft, und den Radfahrer- und Fußgängertunnel Sint-Annatunnel, die beide bereits 1933 eröffnet wurden. Etwas südlich davon liegt der von den Straßenbahnen benutzte Brabotunnel (1990). Ein weiterer Tunnel ist der Craeybeckxtunnel, dieser führt die Autobahn 1 unterhalb eines Parkgebiets hindurch.

### Flughafen
Antwerpen verfügt etwa 3 km vom Stadtzentrum entfernt mit dem Flughafen Antwerpen (IATA-Code: ANR) über einen Internationalen Flughafen. Linienverbindungen gibt es derzeit nach Alicante, Barcelona, Berlin, Genf, Hamburg, London, Mailand, Málaga, Manchester, Palma und weitere saisonale Ziele.
Darüber hinaus wird der Flughafen hauptsächlich für den Charter- und Privatflugverkehr genutzt. Der Flughafen ist verkehrstechnisch mit dem Bus an die Innenstadt angebunden, außerdem gibt es einen Zubringer zum in der Nähe gelegenen Bahnhof Antwerpen-Berchem. Die Passagierzahlen lagen zuletzt bei rund 163.000 jährlich. Die geringe Nutzung des Flughafens im Vergleich zur Einwohnerzahl ergibt sich vor allem aus der räumlichen Nähe zur Hauptstadt Brüssel. Mit dem Zug sind es aktuell vom Antwerpener Hauptbahnhof zum Flughafen Brüssel-Zaventem rund eine halbe Stunde Fahrtzeit.

## Städtepartnerschaften
- Mülhausen, Frankreich, seit 1954
- Marseille, Frankreich, seit 1958
- Sankt Petersburg, Russland, seit 1958
- Rostock, Deutschland, seit 1963
- Shanghai, Volksrepublik China, seit 1984
- Akhisar, Türkei, seit 1988
- Haifa, Israel, seit 1995
- Kapstadt, Südafrika, seit 1996
- Barcelona, Spanien, seit 1997
- Ludwigshafen am Rhein, Deutschland, seit 1998
- Chongqing, Volksrepublik China, seit 2011[27]

Zusätzlich bestehen nicht besiegelte Partnerschaften mit:
- Paramaribo, Suriname
- Durban, Südafrika